# Herrschaft Schalksburg

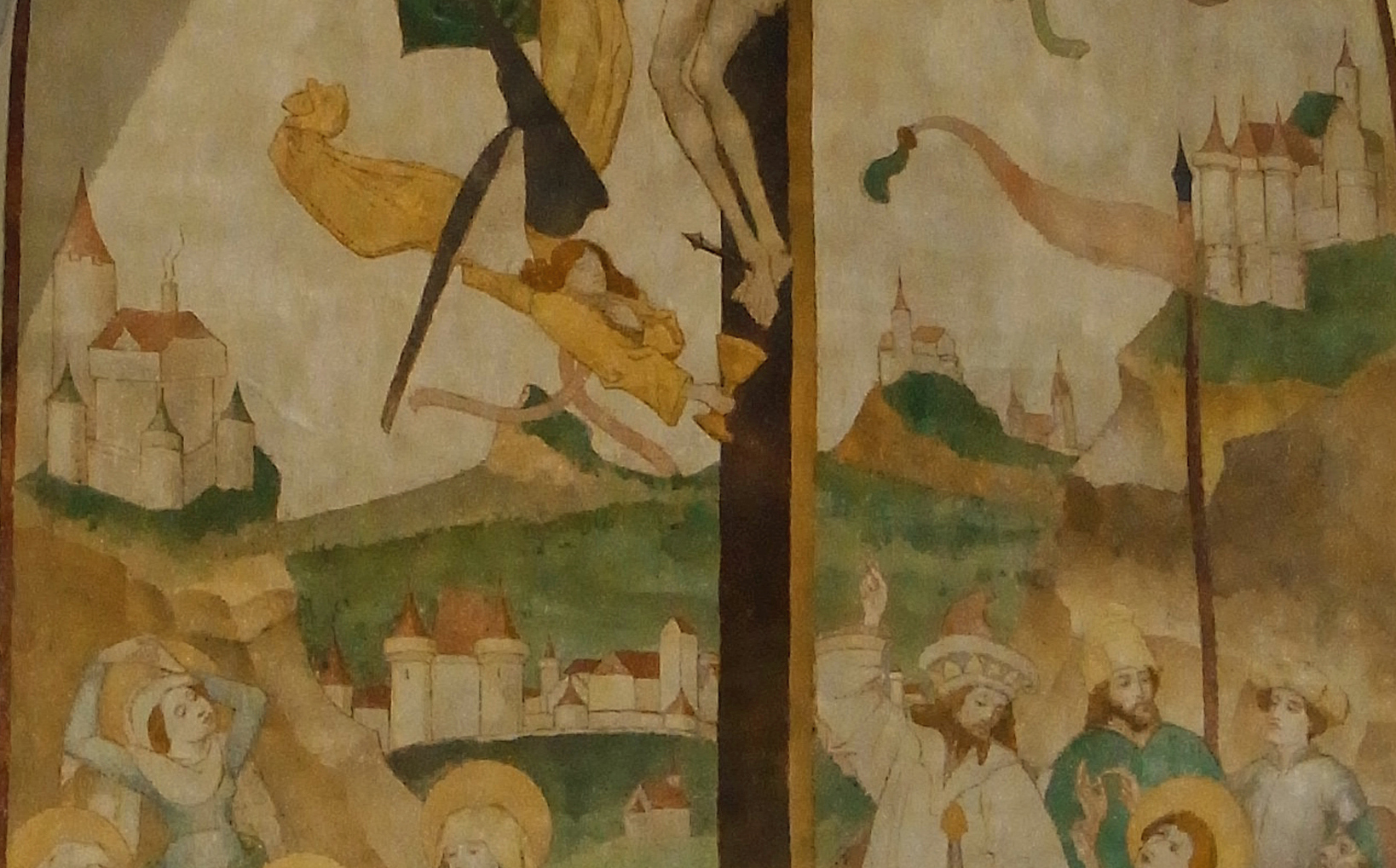
Spätgotisches Altarbild von 1471: Die Landschaft soll Balingen mit den Albbergen und der Schalksburg und dem gerade wiederhergestellten Hohenzollern darstellen

Die Herrschaft Schalksburg war ein mittelalterliches Territorium auf dem Gebiet des heutigen Zollernalbkreises. Am Beispiel seiner Entstehung und Entwicklung lässt sich die Territoriums- und Herrschaftsbildung des niederen und höheren Adels in Südwestdeutschland exemplarisch ablesen. Im 15. Jahrhundert bildete die Herrschaft Schalksburg zusammen mit der Herrschaft Mühlheim die Herrschaft Zollern-Schalksburg. Trotz des Verkaufs an Württemberg im Jahr 1403, durch den das Territorium im neu geschaffenen Amt Balingen aufging, wurde die Erinnerung an die Herrschaft Schalksburg besonders von zollerischer Seite wachgehalten. Im 19. und 20. Jahrhundert spielte diese Erinnerung eine maßgebliche Rolle in den Diskussionen über die territoriale Gestaltung der Region. Maßgeblichen Anteil an der Auffrischung dieser Erinnerung hatte Die Sage vom Hirschgulden, in der von Gustav Schwab berichteten und von Wilhelm Hauff in die Erzählung Das Wirtshaus im Spessart eingebundenen Fassung. Die historischen Territorien und die in ihnen entstandenen Identitäten hatten entscheidenden Einfluss auf die Festlegung der Struktur des heutigen Zollernalbkreises.

## Herrschaftsbildung im Raum der späteren Herrschaft Schalksburg im Hochmittelalter

### Räumliche Einordnung

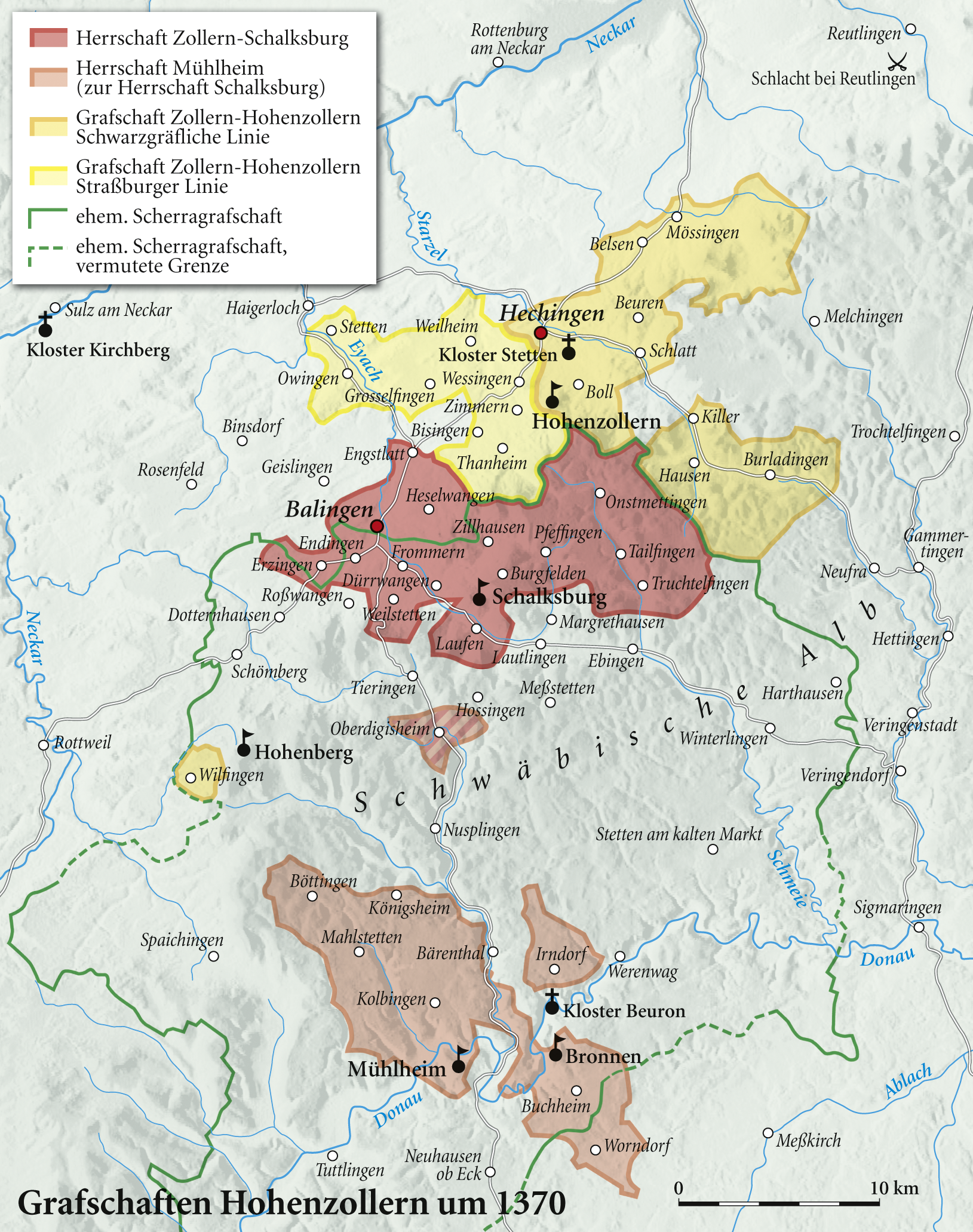
Die Herrschaft Schalksburg innerhalb der zollerischen Grafschaften

Die Herrschaft Schalksburg umfasste im engeren Sinne die Stadt Balingen, die Feste Schalksburg, sowie die Ortschaften Onstmettingen, Erzingen, Endingen, Engstlatt, Burgfelden, Frommern, Oberdigisheim, Tailfingen, Truchtelfingen, Pfeffingen, Zillhausen, Streichen, Heselwangen, Dürrwangen, Laufen, Weilheim und Waldstetten. Hinzu kamen Höfe und die dazugehörigen Einkünfte in Tieringen, Stockenhausen und Wannental, Melchingen und der Kirchensatz in Roßwangen, sowie zunächst auch Bisingen. Dieser Teil entspricht, abgesehen von Bisingen, dem später an Württemberg veräußerten Teil. Im weiteren Sinne zählte in zollerischer Zeit auch die Herrschaft Mühlheim dazu. Diese bestand aus der Stadt Mühlheim, der Vogtei über das Augustinerchorherrenstift Beuron und den Orten Irndorf, Stetten, Böttingen, Königsheim, Mahlstetten, Buchheim, Allenspach und Aggenhausen, sowie der Burg Bronnen.
Das Territorium der späteren Herrschaft Schalksburg lag zum großen Teil auf dem Gebiet der ehemaligen Grafschaft Scherra des Herzogtums Schwaben. Der Name leitet sich vom althochdeutschen scorra ab und bezieht sich vermutlich auf die schroffen Felsen des Donau- und des Schmeientals und der Balinger Berge. Die Grenzen deckten sich mit alten kirchlichen Verwaltungsgrenzen. Auch an unterschiedlichen Maßsystemen lassen sich die Grenzen festmachen. Bis ins 15. Jahrhundert war die Bezeichnung uf der Scheer noch weit verbreitet. Auch in der Abgrenzung des Forsts auf der Scheer blieben die alten Grenzen sichtbar.
Unmittelbar außerhalb der Grenzen lagen die Stammsitze der Grafschaften, die sich im 13. Jahrhundert um das Territorium der Scherragrafschaft stritten: Die Burg Zollern im Norden, die Burg Hohenberg im Süden und Veringen im Osten. Etwas weiter abseits saßen die Herzöge von Teck, die Grafen von Württemberg und die Grafen von Urach.

### Entstehung von Ortsadel

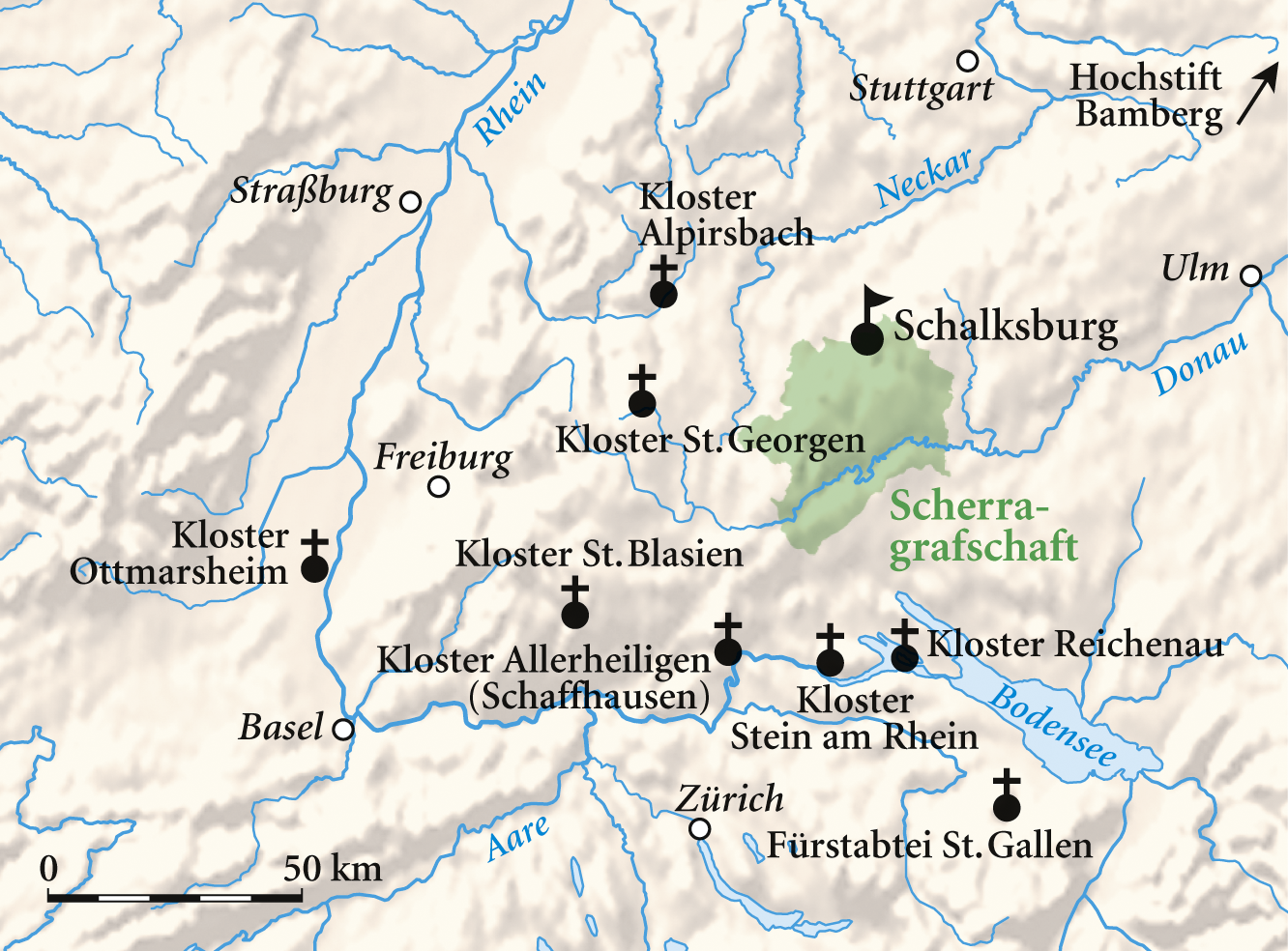
Klöster mit Gutsbesitz im Gebiet der Scherragrafschaft

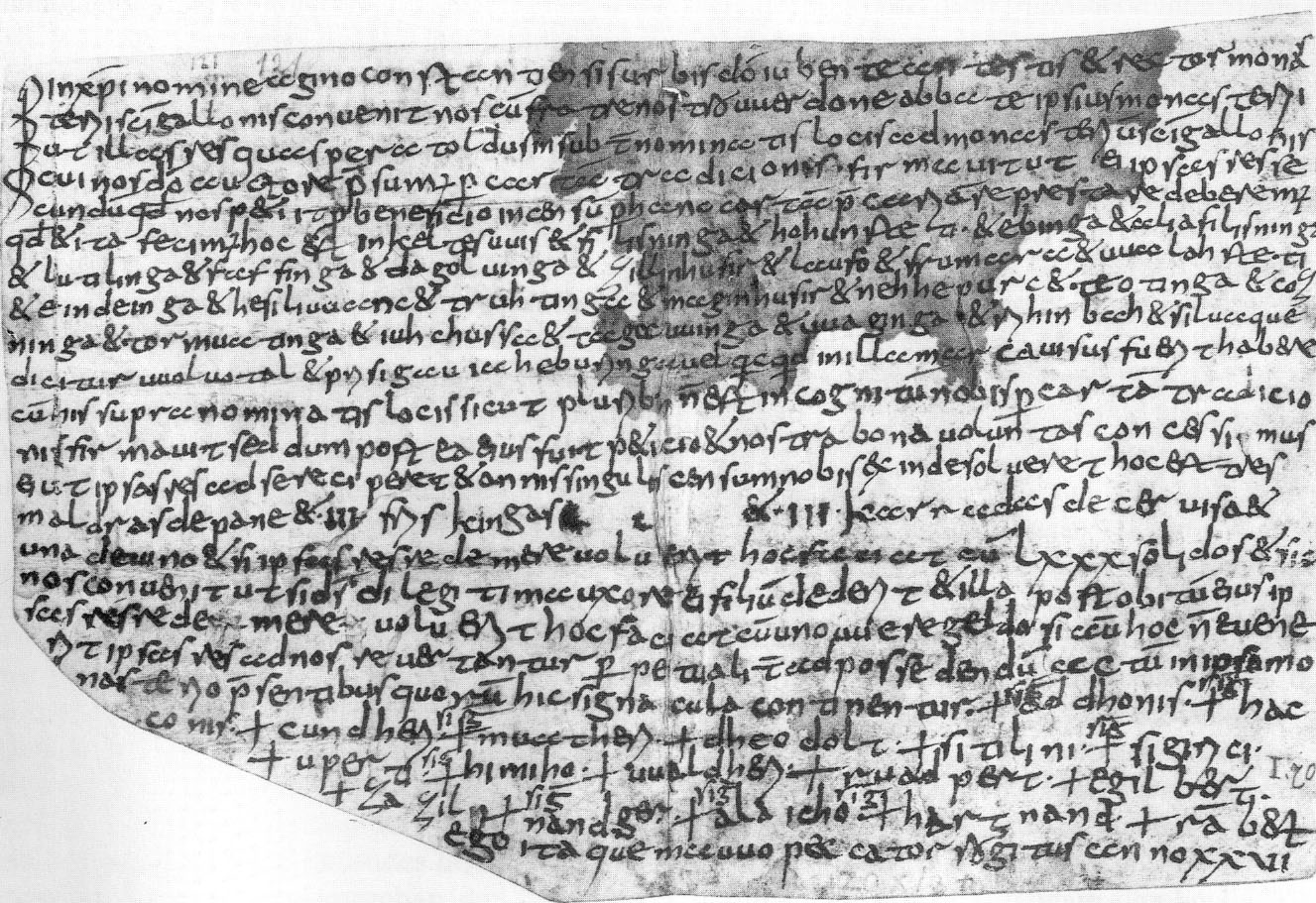
Schenkungsurkunde von Gütern im Eyachtal und Umgebung an das Kloster St. Gallen vom 27. März 793

Mitte des 12. Jahrhunderts führte das Fehlen eines starken Herrschers im Herzogtum Schwaben zum Erstarken gräflicher Familien wie der Staufer, der Zähringer, der Welfen und der Habsburger. Das Gebiet der späteren Herrschaft Schalksburg lag genau zwischen den Einflussgebieten der zwischenzeitlich zu Herzögen aufgestiegenen Staufer im Norden und der Zähringer im Südwesten. Die Orte in diesem Gebiet tauchten nur als königliche oder weltliche Schenkungen auf, in älterer Zeit an die Reichsabteien St. Gallen und Reichenau, im 11. Jahrhundert an die Klöster Allerheiligen, Stein am Rhein, Ottmarsheim, St. Blasien, St. Georgen, Alpirsbach, oder des Hochstifts Bamberg. Im Bereich dieser Schenkungen wurden von den Klöstern Vogteirechte vergeben. Diese erhielten entweder schon bestehende Kleinadelige, oft verbunden mit erblichen Lehen. Meist wurden sie aber an unfreie Ministeriale vergeben. Diesen gelang es oft, zunächst die Erblichkeit ihres Amtes durchzusetzen, um sich anschließend der klösterlichen Verfügungsmacht zu entziehen. Die klösterlichen Grundherrschaften lösten sich dadurch im 12. und 13. Jahrhundert allmählich auf. Im hier betrachteten Raum konnten sich lediglich in Frommern und Truchtelfingen Fronhöfe der Abtei St. Gallen länger halten.
Auf der Basis von weltlichen und kirchlichen Lehen, ihrem Allodialbesitz und den zusätzlichen Vogteirechten bildeten sich also regionale Kleinherrschaften aus. Einige, wie die Herrschaften Burgfelden, Ebingen, Nusplingen oder Winzeln hatten im hier betrachteten Raum nur kurzzeitigen Bestand. Oft gelang es ihnen nicht, das Niedergericht in den Dörfern an sich zu binden. Dieses gelangte stattdessen in die Hände der benachbarten Grafen. Die anderen dienten weiter als Lehens- und Gefolgsleute den weltlichen und geistlichen Fürsten. Es bildete sich also eine, heute als Niederadel bezeichnete, Herrschaftsschicht aus, die einerseits aus Edelfreien, andererseits aus Ministerialen, die sich eine Ortsherrschaft aufbauen konnten, bestand. Diese Schicht wird heute oft fälschlich als Ritter bezeichnet. Der Begriff Ritter („miles“) bezeichnete lediglich einen militärisch ausgerüsteten Mann und diente erst in späteren Jahrhunderten als Standesbezeichnung.

### Ursprünge der Zollern
Die Edelfreien von Zollern waren eine der frühesten Familien in Süddeutschland, die sich nach ihrer Stammburg benannten. Eine Reichenauer Quelle des Jahres 1061 nennt Burchard und Wenzil „de Zolorin“. Herkunft und Verwandtschaftsverhältnisse sind aber ungeklärt. Diese erste und weitere Nennungen im Umfeld mit dem Kloster Reichenau lassen vermuten, dass die Zollern als Verwalter Reichenauer Kirchengutes auf oben genanntem Weg zu Macht gekommen sind. Um 1111 wurden den Zollern von Kaiser Heinrich V. Grafenrechte verliehen. Sie traten im 12. Jahrhundert hauptsächlich auf den Landtagen der Herzöge von Schwaben und auf den Hoftagen der Staufer im Zusammenhang mit schwäbischen Angelegenheiten auf. Daraus wird geschlossen, dass die Grafenrechte auf einem Lehen des Herzogtum Schwabens beruhten. Sie waren aber sowohl auf Landtagen der Zähringer als auch auf Landtagen Heinrichs des Löwen (für Lehen in der Nähe von Ravensburg) vertreten. Um 1125 besaßen sie eine Herrschaft mit eigenen Ministerialen. Der Mediävist Dieter Mertens nennt das „alter Adel in neuer Formation“.

### Trennung der Hohenberger von den Zollern
Die Grafen von Hohenberg waren ein Zweig der Familie der Zollern, der sich nach 1179 abgespaltet hatte. Burkhard, der älteste Sohn des letztmals 1150 belegten, ebenfalls Burkhard genannten B. von Zollern, nannte sich ab dieser Zeit sowohl nach der Burg Hohenberg als auch nach der Burg Zollern. Ebenso wurde sein Bruder Friedrich, der noch 1186 als Graf von Zollern auftrat, danach nur noch nach Hohenberg genannt. Sie traten das Erbe der Grafen von Haigerloch an, erwarben die Güter mehrerer edelfreier Familien im Raum Rottenburg am Neckar und waren Vögte der im oberen Neckarraum liegenden Besitzungen des Hochstifts Bamberg sowie der Klöster in Stein am Rhein und Allerheiligen in Schaffhausen. Sie verlegten ihren Sitz nach Haigerloch und Rottenburg, das sie um 1280 neu gegründet hatten. Die Verwaltung der Fläche überließen sie eigenen Ministerialen. Ab 1237 gründeten sie das Dominikanerinnen-Kloster Kirchberg als Hauskloster und Grablege.
Analog verlief die Entwicklung bei den Zollern. Sie gründeten Städte, wie Mühlheim (vor 1241), Hechingen (1255), Balingen (1255), Schömberg und Binsdorf, und bildeten ebenfalls eine eigene Ministerialität aus. Nachdem sie die Vogtei über das Kloster Alpirsbach an die Herzöge von Teck verloren hatten, gründeten sie das 1261 erstmals genannte Kloster Stetten als eigene Grablege. Das neue Selbstverständnis ging mit einem Wappenwechsel einher. Vom 1226 erstmals belegten Löwen wurde zur moderneren Form des Heroldsbildes gewechselt, dem silber und schwarz gevierten Schild, das 1248 erstmals nachgewiesen ist.

### Machtkämpfe im Gebiet der späteren Herrschaft Schalksburg

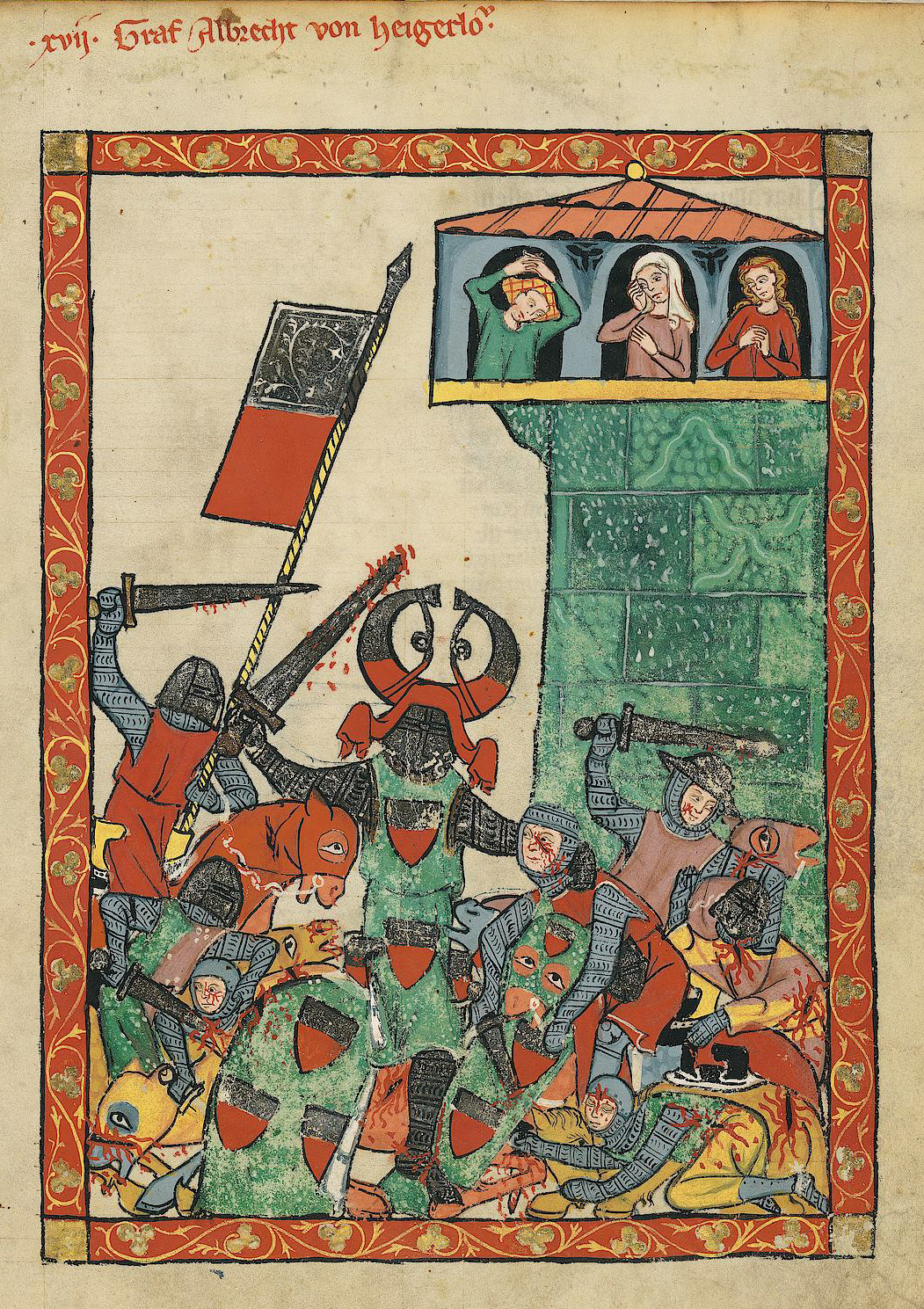
Albrecht II. von Hohenberg (hier Graf von Haigerloch genannt) fällt in der Schlacht bei Leinstetten

Die Besitzungen der Zollern und Hohenberger waren zu diesem Zeitpunkt noch stark miteinander verzahnt. Zunächst gehörten Zollern und Hohenberg noch denselben Bündnisparteien an. 1262 waren Ulrich von Württemberg, Albrecht II. von Hohenberg und Friedrich V. von Zollern gemeinsam am Hof Konradins von Hohenstaufen anzutreffen, der damals – vor seinem fatalen Zug nach Italien – in Konstanz versuchte, die staufische Position im ehemaligen Kerngebiet seines Hauses zu sichern. Es kam zur teilweisen Anerkennung der – in den Auseinandersetzungen Friedrichs II. mit dessen Sohn Heinrich VII. errungenen – Positionen des süddeutschen Adels.
Albrecht II. von Hohenberg, als Schwager des Grafen und späteren Königs Rudolf von Habsburg, brach bald darauf aus diesem Bündnissystem aus. Er nutzte die Auseinandersetzungen Rudolfs von Habsburg um den Thron und später dessen Revindikationspolitik auf lokaler Ebene zur eigenen Machtkonsolidierung aus. Es kam zu militärischen Auseinandersetzungen zwischen den betroffenen schwäbischen Adeligen und der Partei des späteren Königs.
1267 ist ein Angriff der Zollern auf Haigerloch belegt. Da Graf Albrecht von Hohenberg die Mannschaft zu dessen Verteidigung aus Ebingen, Binsdorf, Schömberg, Horb und Rottenburg rekrutierte, mussten schon vorher Auseinandersetzungen stattgefunden haben, in deren Verlauf Binsdorf und Schömberg in hohenbergische Hände gelangt waren.
Rudolf von Habsburg wurde 1273 auch mit Unterstützung Friedrichs III. von Nürnberg, dem fränkischen Zollern, zum König gewählt. Nachdem Albrecht auf dem Hoftag in Nürnberg 1281 zum königlichen Landvogt in Schwaben ernannt und mit der Durchsetzung der Revindikationspolitik Rudolfs beauftragt worden war, verstärkte sich die Auseinandersetzung.
Die Württemberger, die durch die Revindikation am meisten zu verlieren hatten, bildeten den Kern einer Opposition, zu der auch die Zollern gehörten. Im Jahr 1286 hatte es zwar im Februar einen Friedensschluss zwischen Graf Eberhard I. von Württemberg und seinen Anhängern mit Landvogt Albrecht von Hohenberg gegeben, aber im September brachen schon wieder Feindseligkeiten aus. Die konkreten Anlässe lassen sich nicht mehr ergründen. Graf Albrecht belagerte Stuttgart, zwischen seinem Bruder Burkhard und Friedrich von Zollern fand am 23. Oktober bei Balingen eine Schlacht statt, bei der Burkhard unterlag. Vor Stuttgart wiederum war die Übermacht der Königspartei so groß, dass ein neuer Friedensschluss erfolgte, der zu Weihnachten 1286 in Rottweil im Beisein König Rudolfs zwischen Hohenberg und Zollern geschlossen wurde.
Zusammenfassend kann also festgestellt werden: In einem Bereich des ehemaligen Herzogtums Schwaben konnten sich bereits im 11. Jahrhundert die führenden Adelshäuser der Staufer und Zähringer nicht eindeutig positionieren. In den Auseinandersetzungen der folgenden Jahre war dies ähnlich: Häuser wie die Grafen von Urach oder die Grafen von Veringen verabschiedeten sich ganz von der Bühne. Häuser wie Zollern und Hohenberg etablierten sich neu und bauten ihre Herrschaften aus, konnten sie aber territorial nicht vollständig entflechten. In den so entstandenen Lücken hielten sich Niederadelsgeschlechter, die teilweise altem Adel entsprangen, meist aber aus unterschiedlichen Ministerialitäten (Reichs-, Kirch- oder Hochadelsministerialität) entstanden waren. Einige von ihnen entzogen sich dem Zugriff der sich etablierenden Territorialstaaten und behaupteten sich durch Erbgang oder Verkauf bis zum Ende des Heiligen Römischen Reichs als reichsritterschaftliche Herrschaften. Teilweise sind sie bis heute als Grundbesitzer vertreten.

## Herrschaft Zollern-Schalksburg

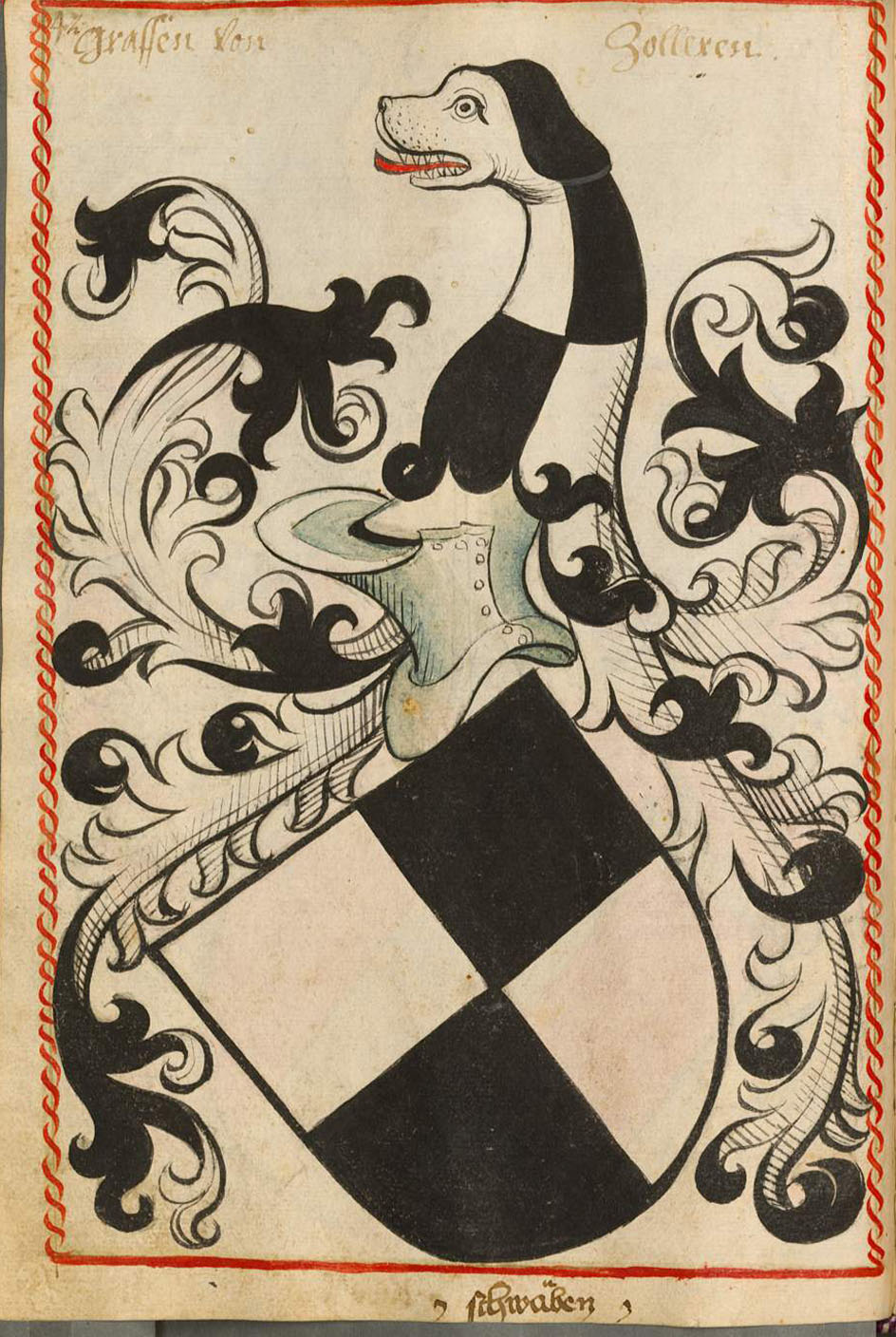
Wappen der Grafen von Zollern im Scheiblerschen Wappenbuch. Es wurde, wie auch der unten abgebildete Grabstein zeigt, auch von den Zollern-Schalksburg genutzt

In die Zeit der oben genannten Auseinandersetzung fällt die Trennung des Hauses Zollern in die Linien Zollern-Zollern und Zollern-Schalksburg. Spätere Historiker, die eine Antwort auf die Frage suchten, weshalb es zu der erneuten Teilung der zollerischen Herrschaft kam, meinten die Antwort darauf im Friedensschluss von Weihnachten 1286 sehen zu können. Sie glaubten, dass die Teilung von König Rudolf erzwungen wurde, Teil der Friedensvereinbarung war und als bewusste Schwächung des Hauses Zollern gedacht war. Die Trennung wird in eine Reihe gestellt mit der bereits erwähnten Trennung Zollern/Hohenberg und der späteren Trennung nach dem Tod Karls I. im Jahr 1576 in die Linien Hohenzollern-Hechingen, Hohenzollern-Sigmaringen und Hohenzollern-Haigerloch. In der Rückschau wird sie als unverständliche Machtpreisgabe gesehen.
Wilfried Schöntag zeigt hingegen auf, dass diese Teilung bereits früher in die Wege geleitet wurde. Bereits vor 1283 hatte Friedrich V. der Erlauchte seine Söhne in die Verwaltung mit einbezogen, denn ab dieser Zeit lässt sich beobachten, dass Friedrich I., der Begründer der Linie Zollern-Schalksburg, eigenständig in diesem Territorium agierte. Friedrich I. wird auch der Merkenberger genannt, da seine Frau Udihild von Merkenberg war. Solche Erbteilungen waren in der damaligen Zeit nichts Ungewöhnliches. Sie dienten der Versorgung der nicht in einem geistlichen Amt untergebrachten Söhne einer Familie. Das Überleben einer Dynastie hing davon ab, dass trotz des durch möglichen Schlachtentod noch erhöhten Sterberisikos ein erbberechtigter Sohn beim Tod des Herrschers zur Verfügung stand und dass andererseits nicht zu viele Söhne zu einer zu breiten Zersplitterung des Erbes führten. „Überschüssige“ Söhne wurden deshalb in geistliche Ämter platziert. Wie das Beispiel der Linie Zollern-Zollern mit Friedrich IX., dem Straßburger, zeigt, konnten sie bei Bedarf aber auch wieder in den Laienstand zurückversetzt werden. Andere Dynastien sicherten ihr Überleben dadurch, dass die Verwandten der Seitenlinien als Erben wieder in die Hauptlinie zurückkamen.

### Wirtschaftliche Grundlagen
Die bei der Erbteilung 1283 dem schalksburger Teil zufallende Herrschaft umfasste neben der eigentlichen Herrschaft Schalksburg auch noch die Herrschaft Mühlheim. Diese wurde vermutlich bereits vor 1241 erworben, da ab diesem Jahr die Zollern bereits in „ihrer Stadt Mühlheim“ siegelten.
Die Herrschaft Schalksburg wiederum setzte sich aus dem kurz vor 1255 von den Grafen von Fürstenberg erworbenen Gebiet um Balingen zusammen, wo sie Pfingsten 1255 neben dem alten Dorf die neue Stadt gegründet hatten, und der zwischen 1262 und 1266 von den Grafen von Veringen erworbenen Schalksburg.
Die Einkommensquellen waren hauptsächlich die Grundrenten und Zehnte. Es gab auch Einkünfte aus Leibherrschaften, wobei hier die typische mittelalterliche Rechtezersplitterung beobachtet werden kann. Das heißt, fast alle Bauern waren Leibeigene, aber nicht ausschließlich zollerische Leibeigene. Es gab Einkünfte aus niedergerichtsherrlichen Rechtstiteln, Steuern nach Herdstätten und in den Städten Verbrauchssteuern. Auch zollerische Kirchensätze, die das Recht beinhalteten, den Kirchenherrn oder Pfarrer zu bestimmen, wurden zur Versorgung der geistlichen Mitglieder der Familie genutzt.
Die Einwohnerzahl von Zollern-Schalksburg wird von Casimir Bumiller auf 5500 geschätzt, wobei er für die Stadt Mühlheim deutlich unter 1000, für die Stadt Balingen wohl gerade um die 1000 Einwohner schätzt. Nach der Pest von 1350 geht er von einer Gesamtzahl der Einwohner von höchstens 4000 aus.
Die allgemeine Adels- und Lebenskrise des 14. Jahrhunderts betraf also auch die Herrschaft Zollern-Schalksburg. Sie begann mit der europaweiten Hungersnot von 1314/17, hatte ihren Höhepunkt in der Pest von 1348/50, der 1370 und 1380 noch weitere, sich punktuell bis in die folgenden Jahrhunderte fortsetzende Epidemien folgten. Die Folge waren Landflucht, Preissteigerungen und Lohnkostenerhöhungen, was für den Adel besonders prekär war, da gleichzeitig dessen Einnahmen sanken. Hinzu kam die Krise des Rittertums, als sich die hochgerüsteten, aber schwerfälligen Ritterheere flexiblen Fußtruppen unterlegen zeigten: Courtrai (1302), Morgarten (1315), Crécy (1346), Reutlingen (1377), Sempach (1386), Näfels (1388), Nikopolis (1396) und Tannenberg (1410). Diese Schlachten untergruben nicht nur das adelige Selbstbewusstsein, selbst an fernen Schlachten wie Crécy und Nikopolis war der schwäbische Adel vertreten. Bei Reutlingen verlor Friedrich V., der letzte Graf von Zollern-Schalksburg, seinen älteren Bruder und einen Schwager, bei Tannenberg war sein jüngerer Bruder einer der wenigen überlebenden Ordensritter.
Die Zollern konnten in ihrer unmittelbaren Umgebung den Aufstieg der Herzöge von Österreich, der Pfalzgrafen bei Rhein, der Württemberger und Badener sowie den Abstieg bis hin zum Aussterben der Herzöge von Teck, der Grafen von Sulz, der von Eberstein, Vaihingen, Freiburg, Veringen und Nellenburg beobachten. Die schwäbischen Häuser der Zollern befanden sich in einem labilen Stadium dazwischen, was auch an den nicht sehr hochrangigen Heiratsverbindungen zu erkennen ist. In den kinderreichen Generationen 3 und 4 wurde auch die geistliche Laufbahn als Alternative herangezogen. Die Frauen traten dann zumeist in das zollerische Hauskloster Stetten ein, die Männer dienten als Chorherr in Augsburg oder als Deutschherr oder als Konventual in Sankt Gallen. Aus dynastischer Sicht war die Familienpolitik dennoch nicht sehr erfolgreich. Die Unterbringung in geistlichen Pfründen oder im Kloster kostete zunächst einmal ein Einstandsgeld. Die Ehefrauen brachten keine großen Reichtümer ein, lediglich Verena von Kyburg erbte nach dem Tod ihrer Schwester Margaretha einige schweizerische Herrschaften, die aber alle an Bern oder an ihre Tochter verkauft wurden. Eine potentielle Erbschaft aus der Herrschaft Veringen wurde mit dem Tod von Friedrich VI. im Jahr 1403 hinfällig.
Eine weitere Herrschaftsteilung wurde durch den Tod Friedrichs IV. 1377 in der Schlacht bei Reutlingen vermieden. Dieses Engagement im Krieg gegen den Schwäbischen Städtebund kostete auch das Leben Swiggers von Gundelfingen, dem Schwager Friedrichs IV. Es wird angenommen, dass zudem zwei Ministeriale der Grafen von Zollern-Schalksburg in dieser Auseinandersetzung ihr Leben verloren. Auf der Reutlinger Totenliste steht ’’graff Friderich von Zollern von Schalksburg ritter, genannt von Eselsberg’’ an erster Stelle von 78 Herren, Rittern und Knechten. Nach damaligem Usus ist anzunehmen, dass die Familien sowohl Leichnam als auch Rüstung für teures Geld auslösen mussten. Da bisher keine ausdrücklichen Dienstverträge zwischen Württemberg und Zollern-Schalksburg gefunden wurden, ist anzunehmen, dass letztere auf eigene Rechnung an diesem Konflikt teilnahmen und dadurch auch die finanziellen Lasten allein zu tragen hatten.

### Handlungsspielraum der Grafen von Zollern-Schalksburg

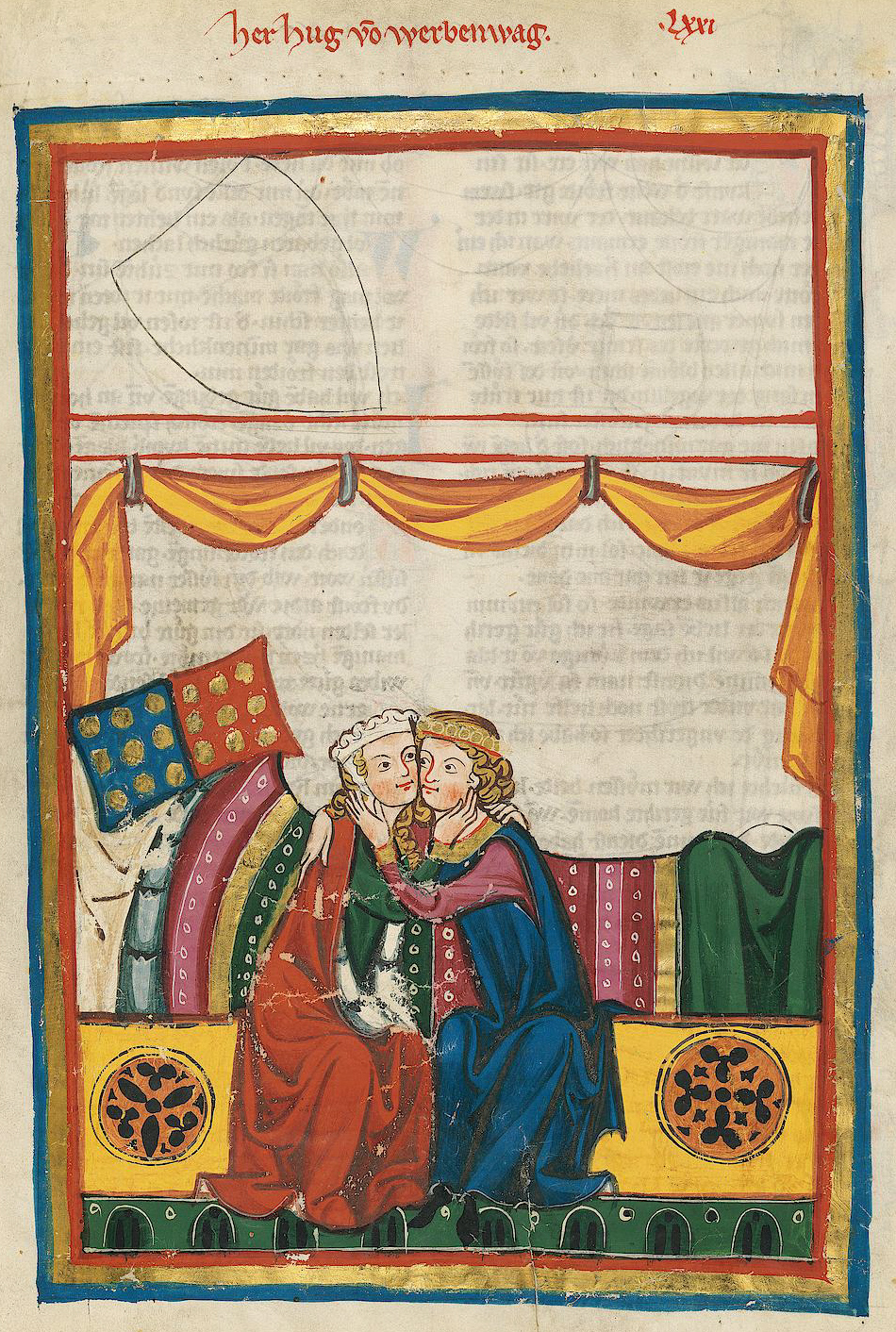
Hugo von Werenwag
Codex Manesse

Der Einfluss und das Gewicht einer Grafenfamilie war von der Größe ihrer Gefolgschaft abhängig. Die der Grafen von Zollern-Schalksburg umfasste nur wenige Familien. Unter anderem:
- Die Herren von Bisingen[Anm. 9]
- Die Herren von Schalksburg[Anm. 10]
- Die Herren von Tierberg[Anm. 11]
- Die Herren von Schilteck[Anm. 12]
- Die Herren von Werenwag[Anm. 13]
- Die Familie von Bal(g)ingen[Anm. 14]
- Die Herren von Lichtenstein[Anm. 15]
- Die Mayer von Wurmlingen[Anm. 16]

Mit dieser kleinen Anzahl von kaum mehr als zehn Gefolgsleuten, deren Anzahl gegen Ende der Herrschaft auch noch abnahm, waren die Grafen von Zollern-Schalksburg gezwungen, sich selbst in Fürstendienst zu begeben.
Im 14. Jahrhundert kamen in der Region dafür nur Württemberg oder Habsburg in Frage. Diese befanden sich hinsichtlich ihrer territorialen Entwicklung im offenen Konkurrenzkampf miteinander, auf den hier nicht weiter eingegangen werden kann.
Zunächst befanden sich die Zollern auf Habsburger Seite. Es war die Zeit der Auseinandersetzung zwischen Habsburg und Wittelsbach nach der Doppelwahl Friedrichs des Schönen und Ludwig dem Bayern im Jahr 1314. Im folgenden Jahr verbürgten sich beide Häuser Zollern für König Friedrich und Herzog Leopold von Österreich. Es ist nicht bekannt, ob zu diesem Zeitpunkt auch Militärdienste geleistet wurden. Im Jahr 1330 zumindest gelobte Graf Friedrich von Zollern den beiden Herzögen von Österreich, Albrecht und Otto, diese mit „20 Helmen“ gegen Ludwig den Bayern zu unterstützen. Bei der geringen Anzahl von Gefolgsleuten wird dies nur durch die Anwerbung von Söldnern zu realisieren gewesen sein. Zu diesem Zeitpunkt war Ludwig von der Kaiserkrönung aus Italien zurückgekehrt und vom Papst gebannt worden. Der Bürgerkrieg führte zu einem Riss durch viele schwäbische Adelsfamilien. Auf der einen Seite zum Beispiel standen Bischof Rudolf von Konstanz (Haus Montfort), Markgraf Rudolf von Baden-Pforzheim, die Grafen Rudolf von Hohenberg, Heinrich von Veringen und Friedrich von Zollern-Schalksburg. Auf der Seite Ludwigs standen die Markgrafen von Baden, die Grafen von Montfort, Württemberg, Nellenburg und Fürstenberg sowie Graf Friedrich Ostertag von Zollern-Zollern. Der Seitenwechsel des schalksburger Gefolgsmannes Sweniger von Lichtenstein fiel in diese Zeit. Hierin wird auch der Grund für das Zerwürfnis der beiden zollerischen Familien vermutet, welches 70 Jahre später zu dem Verkauf der Herrschaft Schalksburg in fremde Hände führen sollte.
Im Jahr 1350 fanden sich beide Zollerngrafen nochmals an der Seite der Habsburger. Am 29. März quittierten Graf Friedrich der Alte von Zollern-Schalksburg und Graf Friedrich der Straßburger von Zollern-Zollern Herzog Albrecht ein Dienstgeld in Höhe von 1.500 Gulden. Mindestens einer der beiden Grafen nahm 1352 an einer der Belagerungen Zürichs teil.
Ab 1370 sind die Zollern-Schalksburg als Parteigänger Württembergs in deren Auseinandersetzung mit den Städten festzustellen. Dienstverträge wie mit Habsburg sind zwar nicht bekannt, aber im Krieg gegen die Städte kämpften und starben Mitglieder des Hauses Zollern-Schalksburg und ihres Gefolges, an prominentester Stelle der Bruder des letzten Grafen von Zollern-Schalksburg, Friedrich der Junge Ritter, in der Schlacht bei Reutlingen.
Mit dem Sieg Württembergs gegen die Städte in der Schlacht bei Döffingen 1388 verlagerte sich das Gewicht in der Auseinandersetzung zwischen Habsburg und Württemberg zu Gunsten der Württemberger, da Habsburg zur gleichen Zeit bei seiner Auseinandersetzung mit den Eidgenossen 1386 bei Sempach und 1388 bei Näfels schwere Niederlagen, die in den Reihen des süddeutschen Adels zu hohen Verlusten geführt hatten, hinnehmen musste. Zollern-Schalksburg war durch den Tod ihres Gefolgsmannes Ulrich von Tierberg betroffen.
An der Niederschlagung des Schleglerbundes 1394/95 beteiligte sich Graf Friedrich, genannt Mülli, bemerkenswerterweise ebenfalls wieder auf eigene Rechnung. Dies ist deswegen bemerkenswert, weil sich in dieser Auseinandersetzung – Niederadel gegen Landesherren – der Zollerngraf demonstrativ auf die Seite der Landesherren stellte obgleich beide Häuser Zollern zu diesem Zeitpunkt nur noch dem Titel nach als Grafen auftraten. Sich selbst definierten sie einzig über den Zwing und Bann, den sie in ihren Herrschaften ausübten. In ihren Urkunden ist nur noch selten von der Grafschaft die Rede, umso mehr von der Herrschaft. Sie übten nur noch die Niedere Gerichtsbarkeit aus, ein zentrales oberstes Gericht, wie zum Beispiel bei den Hohenbergern, hat es damals nicht gegeben.

### Verkauf der Herrschaft Schalksburg

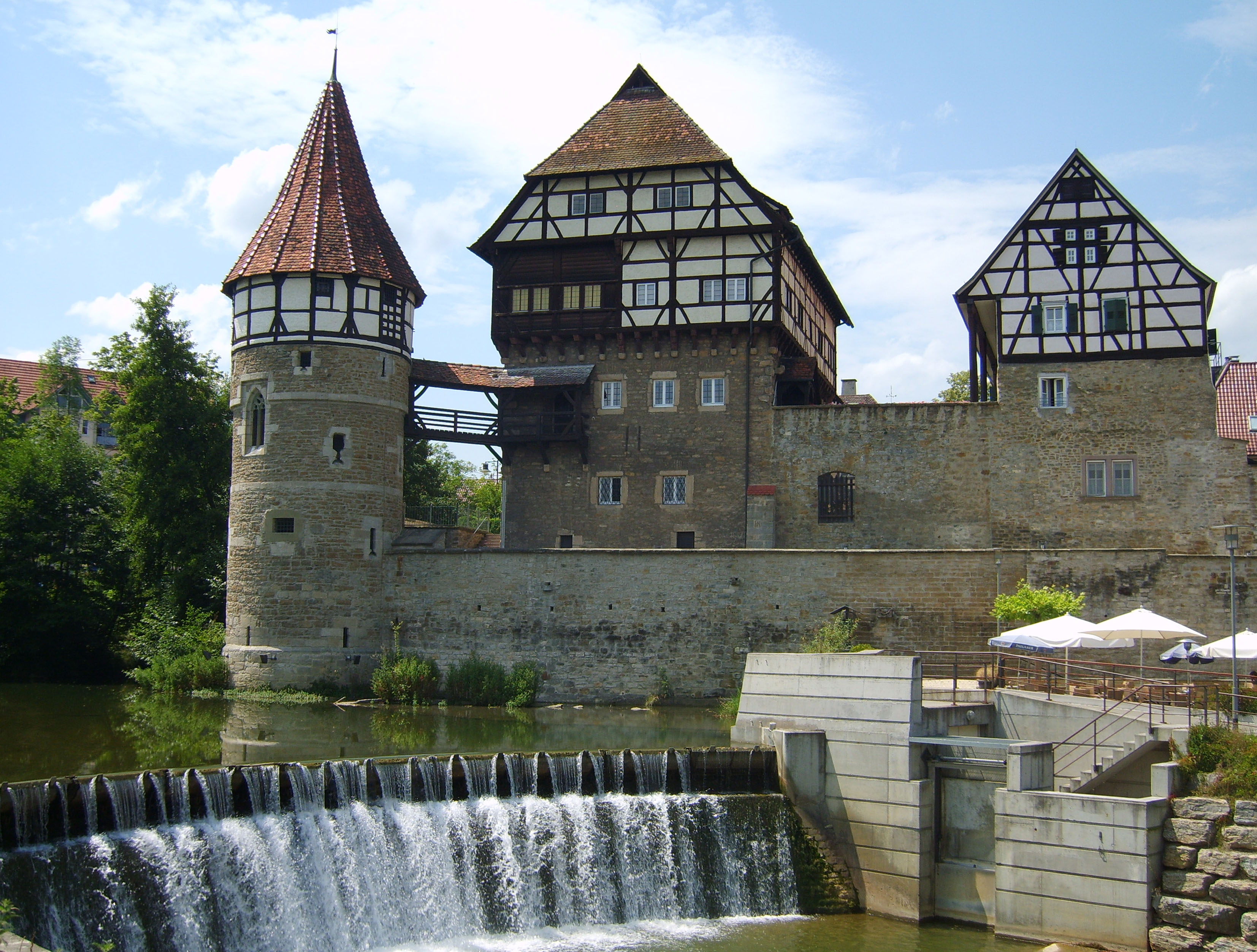
Das Stadtschloss der Zollern in Balingen

In einem Senioratsvertrag vom 27. Juli 1342 war geregelt worden, dass der Älteste der beiden Linien über die Vergabe der zollerischen Mannlehen entscheiden sollte. Das bedeutete, dass die von Zollern-Schalksburg ein bedeutendes Mitspracherecht in Angelegenheiten von Zollern-Zollern hatten, was umgekehrt nicht der Fall war, da der größte Teil des Mühlheimer und Schalksburger Besitzes kein altzollerischer Allodialbesitz war.
Entgegen dem in der späteren Sage vom Hirschgulden vermittelten Eindruck von den zerstrittenen Brüdern, bestand bei allen Vermögensveräußerungen in beiden Häusern Einvernehmen. Die Urkunden wurden meist von einem Vetter aus der anderen Linie mit bezeugt, oft wurde dabei explizit auf den Ratschlag des Vetters in der Urkunde Bezug genommen.
Die finanzielle Situation in beiden Familien war über den gesamten beobachteten Zeitraum hinweg extrem angespannt: Hofhaltung, Landesausbau, Fürstendienst und die Versorgung der Familienmitglieder belasteten beide Familienzweige stark. Bei den Schalksburgern kann beobachtet werden, dass sie um 1372 ihren ständigen Sitz von der Burg Schalksburg in das noch heute Zollernschloss genannte Stadtschloss in Balingen verlegten. Sie waren dabei dem allgemeinen Trend und auch ihren Vettern auf Hohenzollern um etwa 100 Jahre voraus. Ob die Begräbnisse von Graf Müllis Sohn und sein eigenes, weg vom zollerischen Hauskloster in Stetten in die Nikolauskapelle in Balingen, Ausdruck des Zerwürfnisses mit den Vettern war, wie es in Anlehnung an die Sage angenommen wurde, oder auch die frühe Vorwegnahme eines späteren allgemeinen Trends, ist umstritten.

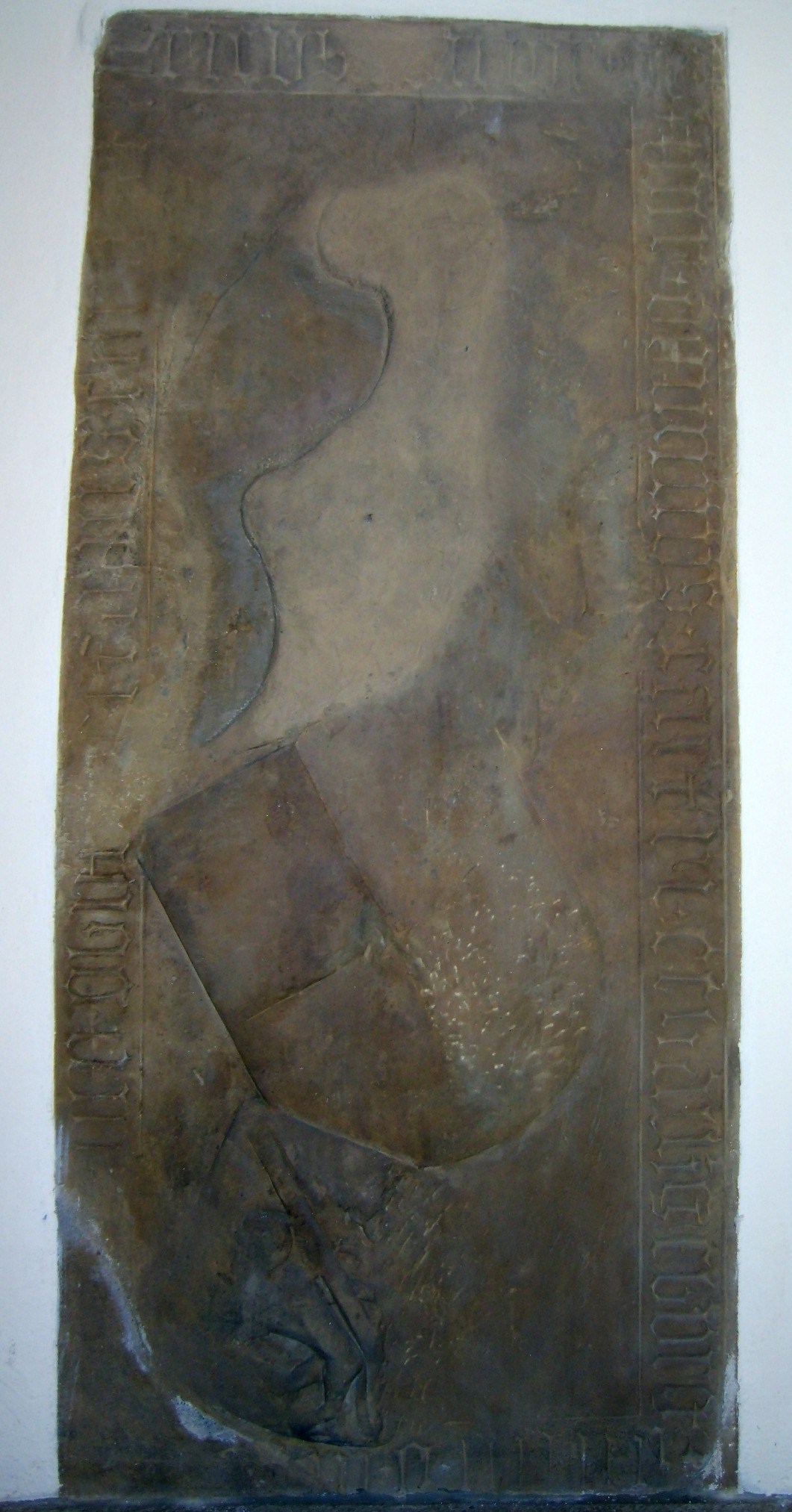
Grabstein Friedrichs VI. († 1403), des früh verstorbenen Sohn Graf Müllis

Bereits am 11. April 1303 war die Herrschaft Mühlheim an den Bischof von Konstanz um 1.000 Pfund Heller verpfändet worden. Dies war noch im Rahmen eines Seelgerätes von Witwe und Sohn für den gerade verstorbenen Friedrich I. erfolgt. Zu diesem Zeitpunkt war der Schwager und Onkel Elekt in Konstanz. Der Sohn erhielt die Herrschaft Mühlheim im selben Vertrag als Leibgeding zurück. Die Pfandsumme wurde 1305 auf 1.400 Gulden erhöht und das Pfand in ein Lehen umgewandelt.
Im Jahr 1391 wurde die Herrschaft Mühlheim an den Ritter Konrad von Weitingen verkauft. Offensichtlich reichten diese Mittel zur Sanierung der schalksburgischen Finanzen immer noch nicht aus, so dass am 3. November 1403, nach dem Tod seines Sohnes, die Herrschaft Schalksburg für 28.000 Gulden von Graf Friedrich V., genannt Mülli, an Württemberg verkauft wurde.
In der späteren, insbesondere hohenzollerischen Geschichtsschreibung wird die Frage aufgeworfen, weshalb überhaupt verkauft wurde. Der Tod des Stammhalters signalisierte das Ende der Linie Zollern-Schalksburg, aber warum so wurde gefragt, ließ Graf Mülli die Herrschaft nicht einfach per Erbfall an das Gesamthaus zurückfallen. Aus den Quellen und aus dem historischen Umfeld der von Zollern-Zollern lässt sich schließen, dass Friedrich Mülli so überschuldet war, dass er verkaufen musste, um seinen Lebensabend finanziell abzusichern, und dass die Verwandten nicht in der Lage waren, diese Finanzierung bereitzustellen. Graf Friedrich XI. von Zollern-Zollern war 1401 gestorben. In seiner Generation hatte es auf zwei Linien verteilt zehn Mitglieder gegeben. Die Schwarzgräfliche Linie sollte 1412 ebenfalls aussterben (wobei dieses Vermögen bei den Zollern bleiben sollte). Die Erben Friedrichs XI., die Brüder Friedrich der Öttinger und Eitelfriedrich, waren bereits damals heillos zerstritten, was 20 Jahre später mit der Zerstörung der Burg Hohenzollern und dem Erbverzicht zu Gunsten Württembergs fast zum Erlöschen der Schwäbischen Hohenzollern geführt hätte. Und so findet sich auf der Verkaufsurkunde vom 3. November 1403 das Siegel Friedrich Ostertags, genannt Tägli, aus der Schwarzgräflichen Linie, was ihn als Zeugen ausweist. In der notariellen Bestätigung vor dem Rottweiler Hofgericht wird dieser sogar ausdrücklich als Vogt (Anwalt) Verena von Kyburgs, der Ehefrau des Mülli, genannt. Zur Absicherung des Erbes der verbleibenden Tochter, der mit Caspar von Fronhofen verheirateten Sophia, waren flüssige Mittel ebenfalls notwendig. In die spätere Sage ging lediglich der Kummer über den verloren Sohn und die Zerstrittenheit der zollerischen Brüder ein.

## Württembergische Zeit

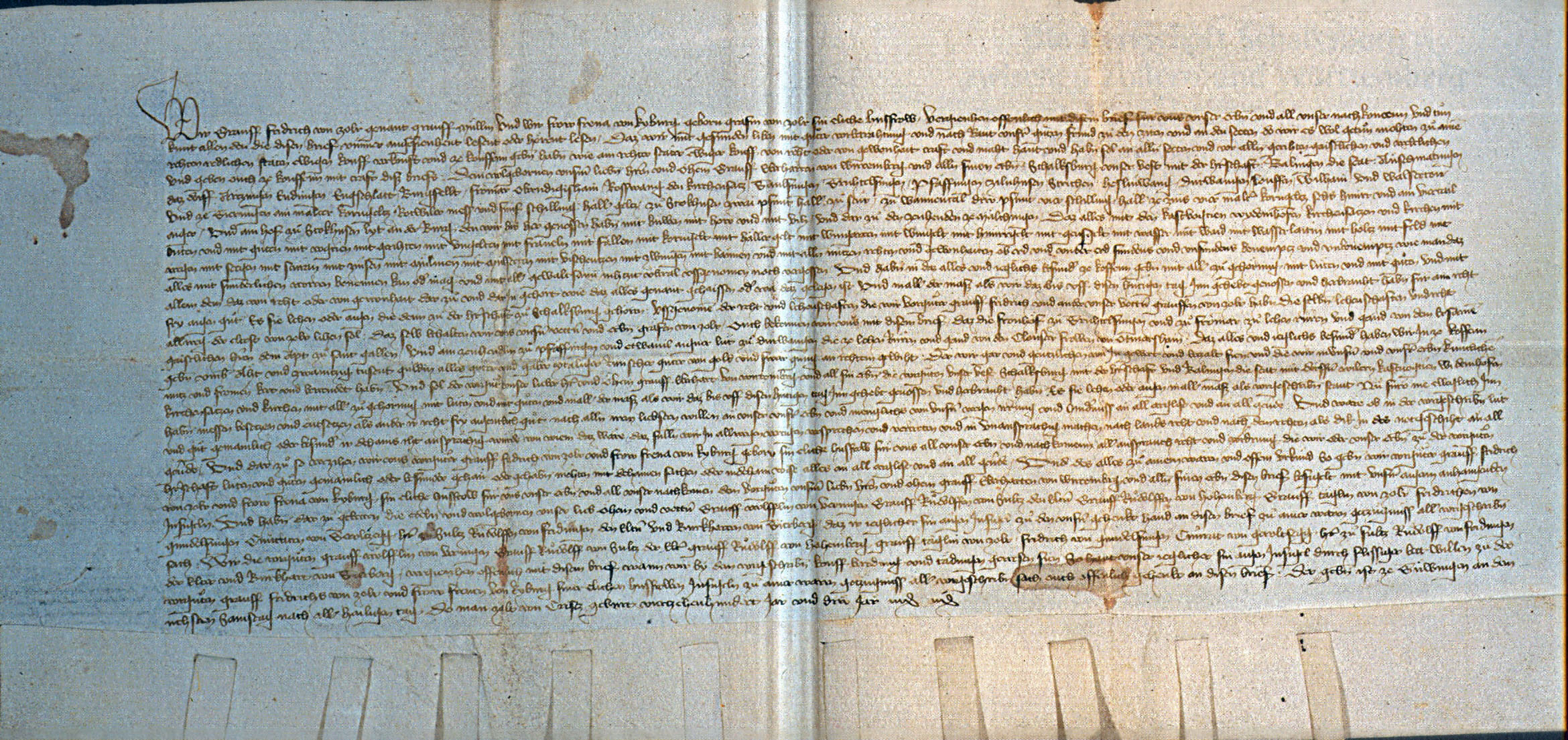
[http://de.wikisource.org/wiki/Verkaufurkunde_der_Herrschaft_Schalksburg_vom_3._November_1403 Verkaufsurkunde der Herrschaft Schalksburg vom 3. November 1403

### Errichtung eines württembergischen Amtes
Württemberg hatte zur selben Zeit wie die Zollern und Hohenberger unter Graf Ulrich I. († 1265) mit einer expansiven Territorialpolitik begonnen. Von einem relativ geschlossenen Herrschaftsgebiet im mittleren Neckarraum aus nutzte es die wirtschaftlichen Schwierigkeiten der benachbarten Fürstenhäuser, wie der Pfalzgrafen von Tübingen, der Grafen von Hohenberg, der Herzöge von Teck und nun auch der Zollern, um durch Neuerwerbungen sein Gebiet systematisch auszubauen.
In unmittelbarer Nähe zu Zollern-Schalksburg waren dies: Jungingen im Killertal (1300), Rosenfeld (1306/17), Tübingen (1342), Ebingen (1367) und Tuttlingen (1377). Sigmaringen und Veringen waren in dieser Zeit ebenfalls von Württemberg erworben worden, aber bereits 1399 wieder an die Grafen von Werdenberg verpfändet, später als Lehen vergeben worden. Im Jahr 1388 erwirkten sie ein Öffnungsrecht für die Zollernburg und für die Stadt Hechingen von den Zollern-Zollern.
Dabei ergänzten sie diese Käufe gezielt mit Kleinsterwerbungen von niederadeligen Familien und Klöstern. Mal erwarben sie eine Burg, dann ein Dorf oder auch nur einzelne Rechte, wie Gerichtsrechte, Forstrechte, Geleitrechte, Vogteirechte oder auch grundherrliche Abgabenrechte. Der Prozess der Territorialisierung war also noch nicht abgeschlossen. Territorien als abgeschlossene räumliche Einheiten bestanden damals noch nicht. Die deutsche Sprache konserviert diesen Prozess in Wörtern wie „gebieten“ und „beherrschen“, die ausdrücken, dass sich die dadurch beschriebene Einheit über die darin ausgeübten Rechte definiert.
Der Kaufpreis für die Herrschaft Schalksburg betrug 28.000 Gulden. Dieser Kaufpreis war für damalige Verhältnisse angemessen.
Offensichtlich finanzierte Württemberg den Kauf mit dem Kaufobjekt selbst. Dieses wurde unmittelbar verpfändet, die Untertanen mussten die Mittel zur Auslösung des Pfandes später selbst aufbringen. Zusätzlich wurden 1418 noch die Orte Tieringen, Hossingen und Meßstetten von Konrad von Hölnstein sowie, zu einem unbekannten Zeitpunkt, Neuhausen ob Eck erworben. Diese Neuerwerbungen wurden anschließend, ergänzt um den Altbesitz Ostdorf, zum Amt Balingen zusammengefasst. Nebenbei bestanden innerhalb des gerade erworbenen Territoriums noch niederadelige und klösterliche Rechte. Diese versuchte Württemberg ebenfalls an sich zu ziehen. So konnten das Kloster St. Gallen aus seinen Rechten in Frommern verdrängt und in Tailfingen ein Sechstel des Getreidezehnten erlangt werden, in Oberdigisheim und Onstmettingen wurde der Kirchensatz und grundherrliche Besitz des Stiftes Beuron und des Klosters Ottmarsheim für Württemberg gesichert.
An der Spitze des Amtes stand ein Vogt. Er war Vertreter des Landesherrn, er wählte und befehligte die Wehrfähigen, er organisierte das Geleit der Kaufleute, war verantwortlich für die Strafrechtspflege und war Appellationsinstanz in zivilrechtlichen Fällen der Dorfgerichte. Er wurde unterstützt von einem Keller, der für die Einkünfte des Landesherren verantwortlich war. Der Vogt zog in das ehemals zollerische Stadtschloss ein.
Balingen wurde als Amtsstadt vielfältig gefördert. Im Jahr 1407 wurde Neubürgern, die sich in das Bürgerrecht eingekauft hatten, für fünf Jahre der freie Fortzug zugestanden, das heißt potentiellen, noch unentschlossenen Neubürgern wurde ein Rücktrittsrecht eingeräumt. Im Jahre 1410 folgten Steuererleichterungen.

### Amt Balingen im Umfeld des württembergischen Territorialausbaus
Zu jener Zeit konnte Württemberg seine Position in der Region weiter ausbauen. Graf Friedrich der Öttinger von Zollern verpfändete 1415 fast seinen gesamten Besitz an Württemberg. Die Burg Hohenzollern wurde 1423 durch reichstädtische und württembergische Truppen zerstört. Eitelfriedrich von Zollern musste im Markgröninger Vertrag von 1429 seine Herrschaft unter württembergischen Schutz stellen und einen unbefristeten Dienstvertrag mit Württemberg eingehen, verbunden mit der Bedingung, dass seine Herrschaft im Falle eines Aussterbens der Zollern im Mannesstamm an Württemberg fallen solle. Der territoriale Mitkonkurrent Habsburg war durch die Ächtung Herzog Friedrichs IV. 1415 geschwächt.
Die Zäsur für Württemberg kam mit der Landesteilung 1442 zwischen den Brüdern Graf Ludwig und Graf Ulrichs V. Ludwig erhielt den Südwesten mit Tübingen und Urach, Ulrich den Nordosten mit Stuttgart, aber auch, gerade durch Württemberg-Urach vom Hauptteil getrennt, die Ämter Balingen und Ebingen. Beide Landesteile tätigten noch weitere Zukäufe, auf die hier im Detail nicht weiter eingegangen werden kann; nur eine Kuriosität sei genannt: Graf Ulrich V. von Württemberg-Stuttgart erweiterte 1447 seinen Besitz um Ebingen unter anderem um die Herrschaft Gammertingen, zu der auch eine Hälfte von Neufra gehört. Die andere Hälfte gehörte bereits zu Württemberg, nämlich zum Uracher Teil.
Mit dem Wiedererstarken der Habsburger wurde diese Expansion gestoppt. Albrecht VI. von Österreich unterstützte 1454 die Zollern beim Wiederaufbau ihrer Burg, worauf Graf Eberhard im Bart, noch als Graf von Württemberg-Urach, eine Gebietsbereinigung mit den Zollern vornahm. Die württembergischen Besitzungen im Killertal wurden gegen zollerischen Besitz im Schönbuch getauscht.
Die Grafen von Werdenberg hatten bereits 1399 Sigmaringen und Veringen von den Grafen von Württemberg als Pfand erhalten. Nach der abenteuerlichen Heirat im Jahr 1428 von Graf Johann III. von Werdenberg mit Elisabeth von Württemberg, die bereits mit Albrecht III. von Bayern verlobt gewesen war, wurden sie mit dem Besitz von Sigmaringen und Veringen als Mitgift abgefunden. Sie trugen diesen Besitz 1460 umgehend Kaiser Friedrich III. aus dem Hause Habsburg zu Lehen auf. Habsburg sollte bis zum Ende des Reiches Schutzmacht für den schwäbischen Adel bleiben, obwohl es seine eigenen territorialen Ambitionen, wie noch zu sehen sein wird, nicht aufgab.

### Verpfändungen und vorübergehende Fremdherrschaften
Die finanziellen Schwierigkeiten Graf Ulrichs V., insbesondere wegen seiner Kriege mit der Pfalz, führten dazu, dass er 1458 die Schalksburg für 12.000 Gulden an Ulrich von Rechberg verpfändete. 1461 wurden Balingen mit Ostdorf, Engstlatt, Heselwangen, Frommern, Waldstetten und Weilheim, Endingen, Erzingen, Meßstetten, Tieringen, Oberdigisheim und Hossingen für 17.500 Gulden an Wolf von Bubenhofen und 1463 Ebingen und Winterlingen für 6.200 Gulden an Graf Sigmund von Hohenberg verpfändet. Letzterer war von 1451 bis 1459 Vogt in Balingen gewesen, Ebingen sollte sein Altersruhesitz werden. Mit seinem Tod 1486 starb das Haus Hohenberg aus. Dieses Lehen fiel an Württemberg zurück.

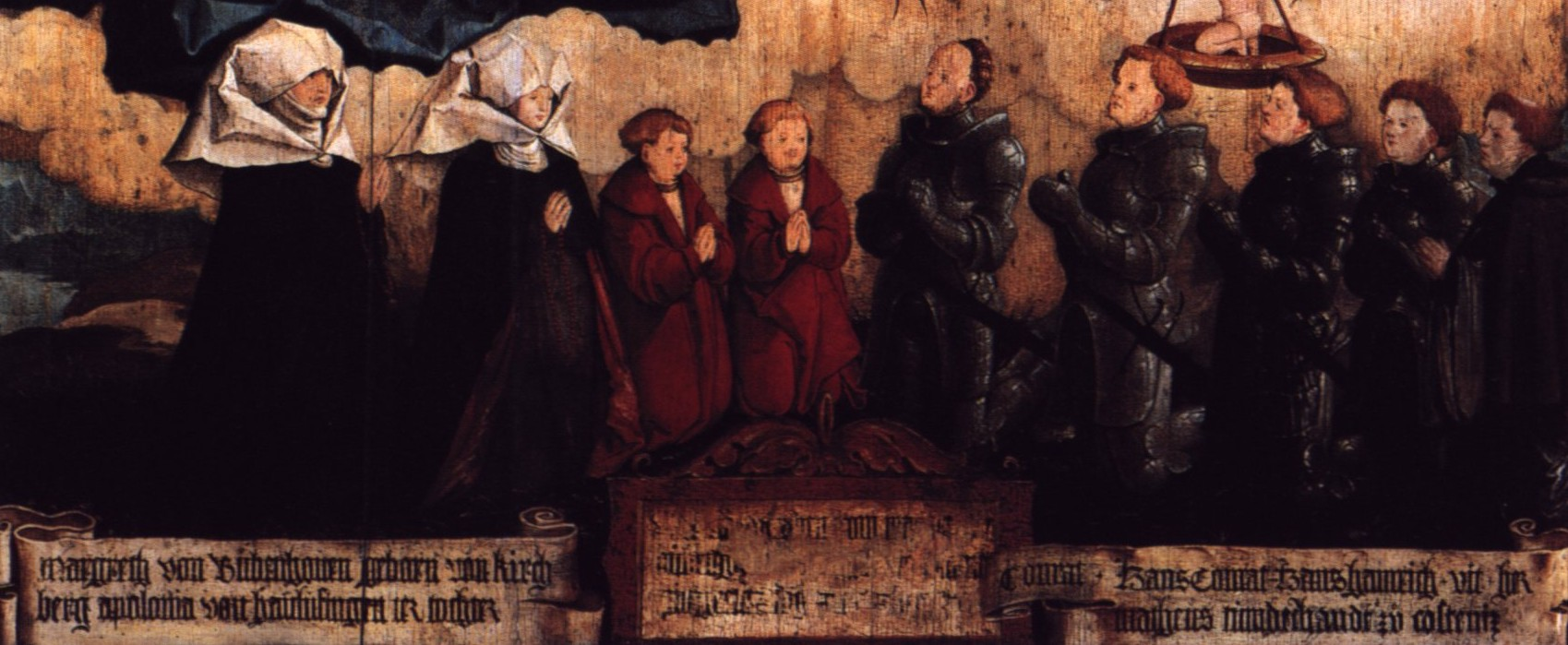
Die Familie der Bubenhofen

Konrad von Bubenhofen beschwor eine schwere Rechtskrise und einen Aufstand seiner Untertanen herauf. An Heiligabend 1465 ließ er einen Bauern, der in Balingen die Badstube besuchen wollte, festnehmen (der Grund ist nicht bekannt) und auf seine außerhalb der Pfandschaft Balingen gelegene Burg Haimburg bei Grosselfingen schaffen. Gegen diese illegale Verbringung an einen Ort außerhalb des zuständigen Gerichtsbezirks erhoben sich die Bürger Balingens und die Bauern der dazugehörigen Dörfer. Konrad von Bubenhofen floh nach Rottweil und bat auf Grund seines dortigen Bürgerrechts um reichstädtische Hilfe. Rottweil war seit 1463 mit der Eidgenossenschaft verbündet. Konrad von Bubenhofen erhielt auch Unterstützung vom Pfälzer Kurfürsten, dessen Rat und Diener er war. Die Balinger wandten sich an den Grafen von Württemberg, der eine Besatzung nach Balingen legen ließ. Bevor es zu einem militärischen Konflikt kam, vermittelte der Bischof von Konstanz im April 1466 einen Kompromiss: Württemberg sollte innerhalb von anderthalb Jahren in zwei Raten die Pfandschaft wieder auslösen, zusätzlich sollte Bubenhofen für entgangene Einnahmen aus der Pfandschaft 2.500 Gulden erhalten.
Die Herren von Bubenhofen blieben dennoch wichtige Partner der Grafen von Württemberg. Graf Ulrich verkaufte ihnen Burg und Stadt Gammertingen, Hettingen und die Vogtei über das Kloster Mariaberg. Graf Eberhard V. (im Bart) von Württemberg-Urach überließ ihnen 1473 und 1474 Neufra und Kettenacker. 1481 bis 1511 war die Burg Schalksburg nochmals an sie verpfändet.
Auch die erste Verpfändung der Schalksburg an die Rechberger erwies sich für Württemberg als Missgriff. Wilhelm von Rechberg, der Sohn des 1458 verstorbenen Pfandnehmers, räumte 1463 seinem Onkel Hans von Rechberg und den mit diesem verbündeten Brüdern Eberhard und Hans von Klingenberg ein Öffnungsrecht für die Burg ein. So konnten diese von hier und den Burgen Hohentwiel und Hohenschramberg aus ihrer Fehde gegen die Grafen von Werdenberg durchführen. Von Schalksburg aus wurden die Dörfer Feldhausen und Harthausen sowie Melchingen zerstört. Den Dörfern Benzingen und Dormettingen wurde eine Brandschatzung von zusammen 800 Gulden auferlegt. Da sich sowohl Graf Ulrich V. von Württemberg als auch die in der Gesellschaft vom Sankt Jörgenschild zusammengeschlossene Ritterschaft gegen die Friedensbrecher stellten, wurden alle drei Burgen belagert. Wilhelm von Rechberg auf der Schalksburg wurde von Jos Niklas von Zollern, der in einem Dienstverhältnis mit Württemberg stand, belagert. Die Streitmacht des St. Jörgenbundes stand vor dem Hohentwiel und Graf Ulrich belagerte die gerade erst fertiggestellte Burg Hohenschramberg. Graf Ulrich ließ sich zusichern, dass im Falle einer Eroberung die Schalksburg nur ihm und nicht den Bundesgenossen gemeinsam zufallen solle. Am 23. Oktober 1464 begann die Belagerung. Die Burg konnte nicht im Sturm genommen werden, sondern ergab sich erst am 13. Dezember auf Grund der Versorgungslage.
Die Schalksburg war bei der Belagerung beschädigt worden. Da sie rechtlich immer noch zum Pfandbesitz der Rechberger gehörte, wurde dies nach Beilegung der Fehde berücksichtigt. Wilhelm von Rechberg erhielt von Württemberg 600 Gulden und letztere nahmen die Schalksburg sofort wieder in ihren Besitz. Wie schon oben bei den von Bubenhofen kann von einer Art Vorfälligkeitsentschädigung gesprochen werden. Darüber hinaus stellten die Württemberger den Rechbergern einen Schuldschein über die Pfandsumme von 12.000 Gulden aus und verpflichteten sich, 4000 Gulden davon innerhalb der nächsten zwei Jahre zurückzuzahlen. Bezüglich der Beschädigung versicherten sich beide Parteien gegenseitig, die andere Partei für den entstandenen Schaden nicht in die Haftung zu nehmen.
Im Jahr 1511 übernahm Graf Eitelfriedrich II. von Zollern in einem Vertrag mit Württemberg die Pfandschaft über die Burg Schalksburg, indem er den von Bubenhofen die Pfandsumme erstattete. Es war sein Plan, die verloren gegangene Herrschaft wieder an das Haus Zollern zurückzubringen. So trug er dem Haus Württemberg an, dass einer seiner Söhne doch die Vogtei über das Amt Balingen übernehmen könne. Laut Zimmerischer Chronik sei er auch bereit gewesen, das Amt Balingen als Pfandschaft zu übernehmen. Die Pläne zerschlugen sich durch seinen Tod 1512. Im Jahr 1520 wurde in einem Erbvergleich im Hause Zollern Eitelfriedrich III. die Schalksburg als standesgemäßer Sitz zugewiesen, aber im Jahr 1554 löste Württemberg unter Herzog Christoph die Pfandschaft von Jobst Nikolaus II. († 1558) wieder aus.
Auf württembergischer Seite gab es nach der Einlösung der Pfandschaft Diskussionen, ob sich eine Erhaltung der Schalksburg noch lohne. Ab 1559 wurde sie dem Verfall anheimgegeben, was Froben Christoph von Zimmern folgendermaßen kommentiert: „Also, was ainest nit zu erobern gewesen, das getrawt man iez nit wol zu erhalten, sic mutantur tempora et mores.“
Ein letztes Mal kam das Amt Balingen im Dreißigjährigen Krieg in fremde Hände. Nach der verlorenen Schlacht bei Nördlingen wurde Württemberg 1634 von kaiserlich-habsburgischen Truppen besetzt. Herzog Eberhard III. floh nach Straßburg. Die Regierung des Landes wurde einem Kollegium kaiserlicher Räte übertragen. Einige Ämter wurden an das Haus Österreich und an kaiserliche Günstlinge verschenkt. Die dem Obervogt von Balingen unterstellten Ämter Balingen, Ebingen, Rosenfeld und Tuttlingen kamen an den Hofkriegspräsidenten Graf Heinrich von Schlick. Auch nach der Rückkehr Eberhards 1638 blieben die verschenkten Ämter bis zum westfälischen Friedensschluss 1648 in fremden Händen.

## Herrschaft Schalksburg im hohenzollerischen Selbstverständnis
Graf Karl I. von Zollern (1516–1576) fielen nach dem Tod Jobst Nikolaus II. im Jahr 1558 erstmals wieder alle schwäbischen Besitzungen der Zollern in einer Hand zu. Er war aber auch damit konfrontiert, diese Besitzungen wieder unter vier Söhnen aufteilen zu müssen. Graf Karl I. war darauf bedacht, seinen Nachkommen das gemeinsame Erbe ans Herz zu legen. Deswegen ließ er zwischen 1569 und 1576 auf der Basis von Vorarbeiten des Chronikschreibers Johannes Basilius Herold eine Hauschronik erstellen.
Den endgültigen Verlust der Herrschaft Schalksburg und der Wille, dass sich dies nicht wiederholen dürfe, spiegelt sich im ausdrücklichen Bezug auf den Verlust Balingens und der dazugehörigen Herrschaft in seinem am 24. Januar 1575 als Hausgesetz verfassten Testament wider:

„Darauß auch zum anderen noch mehr ybels ervolgt, das ein sollicher unwillen zwischen unseren vorfahren entstanden, das sie auch deshalben das irrig verkauft oder so teüer ainer dem anderen zue laid angebotten, das es kein grave von Zollern kaufen kündten, alleß damit sie es in frembde handt, den anderen zue trutz und laid, (wie dann mit Balingen und andern mehr güetern, so von unnß kommen, beschechen) bringen möchten…“

Eine Generation nach der Chronik entstand ein Auftragswerk für Graf Eitelfriedrich von Hohenzollern-Hechingen (1545–1605) zu Ehren der Hochzeit dessen Sohnes Johann Georg mit der Wild- und Rheingräfin Franziska von Salm-Neufville im Jahr 1598. Beauftragt wurde Jakob Frischlin, der Bruder des Dichters Nicodemus Frischlin und wie dieser aus dem Raum Balingen kommend.
Die Drey schöne und lustige Bücher von der Hohen Zollerischen Hochzeyt, die Jakob Frischlin auf der Basis der Hauschronik erstellte, handeln vom ersten Herkommen der Zollern und damit auch vom Verkauf der Herrschaft Schalksburg. Hier wird auch von zollerischer Seite noch einmal Bezug darauf genommen, dass der Kaufpreis für die Herrschaft zu niedrig gewesen sei: „wurd also umb ein ringes Gelt von Zollern verkaufft“.
Noch zu Zeiten des Fürsten Friedrich Ludwig (1730–1750) wurde im Haus Hohenzollern-Hechingen nach Dokumenten, die die Unrechtmäßigkeit des Verkaufs hätten belegen können, gesucht. Zur Zeit der Mediatisierung der schwäbischen Zollernfürstentümer und der Behauptung ihrer Souveränität 1806 enthielt sich das Haus Hohenzollern aber irgendwelcher Rückgewinnungsansprüche, war es doch gerade nur dank persönlicher Beziehungen einer Übernahme durch Württemberg entgangen.
Unter den verschiedenen, später erschienenen Geschichtswerken über die schwäbischen Fürstentümer der Zollern nahm 1834 erstmals jenes von Fidelis Baur wieder Bezug auf den Verkauf der Herrschaft Schalksburg. Fidelis Baur lehnte sich besonders an die Versionen der Zollerischen Chronik und der Hohenzollerischen Hochzeit an und bedauerte am Ende: „So hatte die Feindschaft der Brüder die schönen und großen Besitzungen auf immer zerrissen und dem Hause Hohenzollern genommen“.
Eine ganz neue, von preußischer Seite kommende Beachtung schenkte der schlesische Freiherr Rudolf von Stillfried-Rattonitz dem Verkauf der Herrschaft. Er hatte 1833 von Kronprinz Friedrich Wilhelm den Auftrag erhalten, den Ursprung und die Anfänge der Hohenzollern zu erforschen. Dies tat er zusammen mit dem Archivar Traugott Maercker. Sie erstellten die Quellenedition der “Monumenta Zollerana”. Im ersten Teil der ebenfalls gemeinsam herausgegeben Hohenzollerische Forschungen nimmt die Geschichte der Herrschaften Schalksburg und Mühlheim und vor allem deren Verkauf einen breiten Raum ein. Darüber hinaus wird das Nichteinschreiten der Agnaten besonders kritisiert. Die Politik Eitelfriedrichs II., dem es gelungen war, das Amt Balingen nochmals als Pfand an Zollern zu ziehen, wird hingegen gelobt, der Verlust der Pfandschaft entsprechend bedauert. Die Herrschaft Schalksburg wird als zollerisches „Stammesgebiet“ bezeichnet.

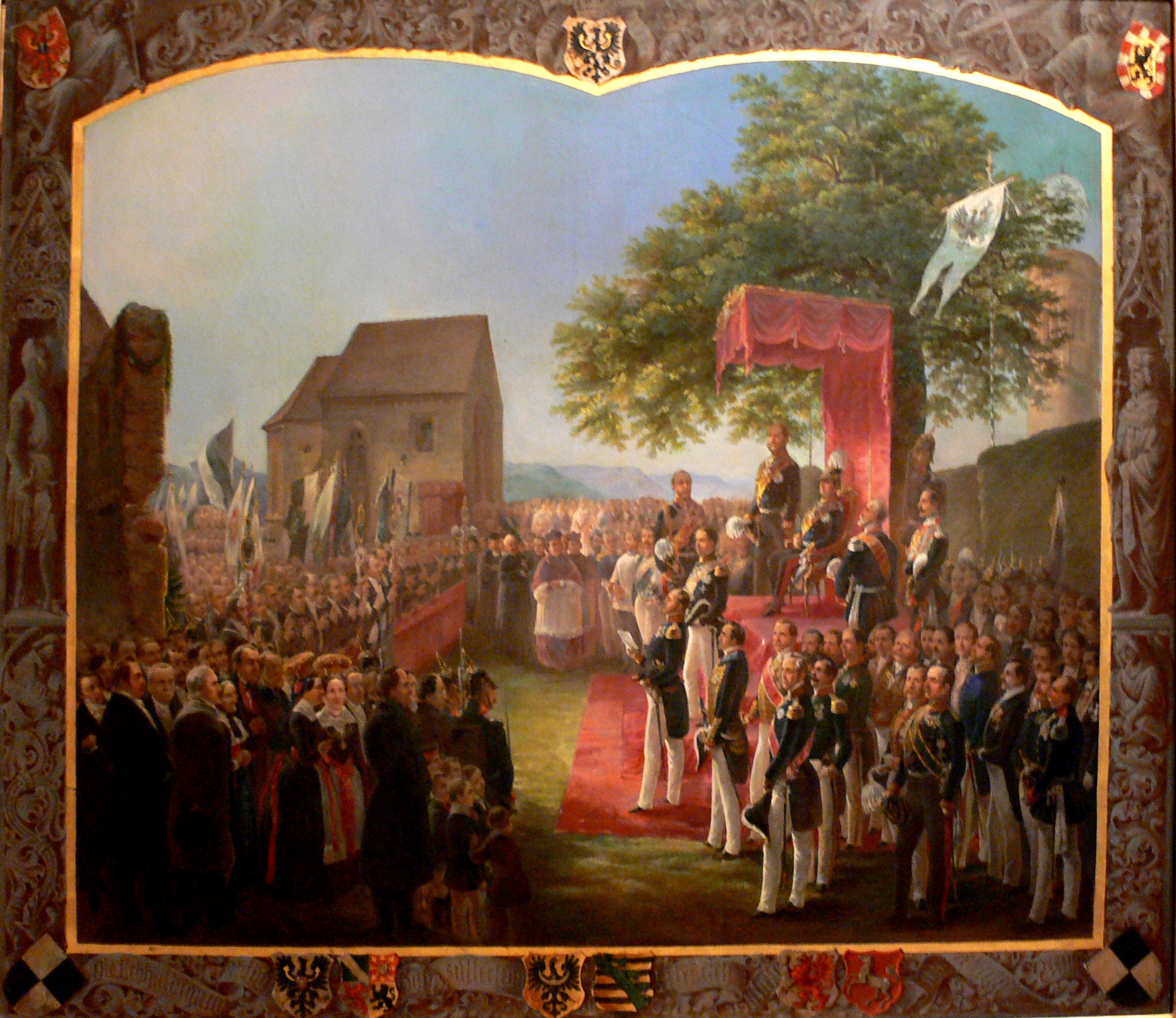
Erbhuldigung für König Friedrich Wilhelm IV. auf dem Hohenzollern am 23. August 1851

Der preußische König Friedrich Wilhelm IV. zögerte zunächst, die beiden Fürstentümer Hohenzollern-Hechingen und Hohenzollern-Sigmaringen zu übernehmen, nachdem sich deren Fürsten im Zuge der Deutschen Revolution von 1848/49 zum Rücktritt entschlossen hatten. Stillfried machte daraufhin unmissverständlich klar, dass im Ablehnungsfalle sich die schwäbischen Fürsten „dem 400-jährigen württembergischen … Erbfeinde unvermeidlich in die Arme werfen [müssten]“, eine Schmach, die der König nicht dulden könne. Im Mai 1849 genehmigte der König einen Vertrag über den Anschluss, der am 7. Dezember 1849 unterzeichnet wurde. Es kam zur Gründung der Hohenzollernschen Lande.
Die Traditionspflege des Gesamthauses Hohenzollern begann mit der Grundsteinlegung für den Bau der neuen, dritten Burg Hohenzollern. Kurz vor deren Fertigstellung wurde sie zusammen mit den gesamten Hohenzollerschen Landen im Auftrag des Deutschen Bundes während des Deutschen Krieges im Juni 1866 von Württemberg besetzt. Nach den verlorenen Schlachten von Königgrätz und Tauberbischofsheim mussten sich die Württemberger wieder zurückziehen. König Wilhelm I. von Preußen spielte mit dem Gedanken, das Amt Balingen von Württemberg als Kriegsentschädigung zurückzufordern. Die württembergische Geschichtsschreibung schreibt die Tatsache, dass es nicht dazu kam, dem Verhandlungsgeschick von Karl von Varnbüler zu. In einem vermutlich im August 1866 verfassten Bericht heißt es:

„Die Entschädigungssumme ist zwar eine hohe, sie wurde aber immerhin gegenüber der ursprünglichen Absicht Preußens: 3 Thaler pro Kopf der Bevölkerung zu verlangen, sehr wesentlich herabgemindert. Dass diese vorteilhaften Zugeständnisse namentlich die Abwendung jedweder Abtretung Württembergischen Gebiets, welche selbst mit einer weit höheren Entschädigungsumme nicht zu theuer erkauft gewesen wäre, lediglich der Gewandtheit des Herrn Varnbühler und seinem guten Einvernehmen mit dem Grafen Bismarck zu verdanken sind, habe ich schon […] auszusprechen mir erlaubt…“

In der weiteren hohenzollerischen Geschichtsschreibung spielt die Schalksburg bei Karl Theodor Zingeler, der von 1891 bis 1915 Leiter des Fürstlich Hohenzollerischen Haus- und Domänenarchivs war, eine besondere Rolle. Er sah in der Schalksburg den Sitz der Burchardinger, die als Vorväter der Zollern das Scherragau von hier aus regierten und deshalb die Michaelskirche in Burgfelden als ihre Grablege von Reichenauer Künstlern ausschmücken ließen. Diese Annahme wurde von späteren Historikern nicht geteilt.

## Sage vom Hirschgulden
Die Umstände des Verkaufs der Herrschaft Schalksburg gingen sehr bald in die mündliche Erzähltradition ein. Froben Christoph von Zimmern gab in der um 1565/66 erstellten Zimmerischen Chronik wieder, was der süddeutsche Adel sich auf seinen Treffen über den Vorgang berichtet hatte. Mit der Zeit wurden zeitgenössische Elemente der Sage beigefügt, wie der in der Kipper- und Wipperzeit um 1623 aufgelegten Hirschgulden, der einen Minderpreis darstellen sollte, der, wie oben erwähnt, gar nicht bezahlt wurde. Zuletzt gab Gustav Schwab eine Sage wieder, die von der örtlichen Bevölkerung an das Ende des 18. Jahrhunderts, in die Zeit Herzog Carl Eugens, verlegt wurde. Daraus schuf Wilhelm Hauff eine Kunstsage, die er in die Rahmenerzählung „Das Wirtshaus im Spessart“ einbettete.

## Zollernalb als Integrationsbegriff für die Region

Wappen des heutigen Zollernalbkreises: Das Wappen der Zollern und der Württemberger vereint

Mit dem Verkauf der Herrschaft Schalksburg an Württemberg entwickelten sich, durch die Einführung der Reformation in Württemberg 1534 noch verstärkt, klar differenzierte Landesidentitäten heraus. Der Gegensatz trat mit der Bildung von Flächenstaaten nach 1806 noch stärker zu Tage. Notwendige Reformen unterblieben in den hohenzollerischen Fürstentümern. So erhielt Hohenzollern-Sigmaringen erst 1833, Hohenzollern-Hechingen sogar erst 1848 eine eigene Verfassung. Die Entlastung der Bauern kam in beiden Fürstentümern mit Verspätung. Der Übergang an Preußen vergrößerte die Differenzen weiter.
Geographisch bildeten sich aber Verbindungen heraus. Als sich 1872 der Turngau Hohenzollern etablierte, traten die Hechinger Turner nicht bei, sondern bildeten mit den Turnern aus Balingen und Ebingen den Zollern-Schalksburg-Gau. Auch ein Verband der Trikotagenindustrie bestand 1905/6 grenzüberschreitend in der Region. Am 31. Mai 1924 gingen die jeweils 1910 gegründeten Sängerbünde des Hohenzollern-Sängerbundes und des Schalksburg-Gaus zum Hohenzollern-Schalksburg-Gau zusammen. In § 1 ihrer Satzung kommt es zur ersten synonymen Verwendung der Begriffe Zollern-Schalksburg-Gau und Zollernalb.
Auf staatlicher Ebene führten Rationalisierungsgründe 1922 zu einem Staatsvertrag zwischen Preußen und Württemberg. Das württembergische Amtsgericht Balingen wurde dem preußischen Landgericht Hechingen und dieses wiederum dem württembergischen Oberlandesgericht Stuttgart unterstellt.
Die Sage vom Hirschgulden fand sowohl in Hohenzollern als auch in Württemberg Eingang in die Volksschulbücher und wurde so zur gemeinsamen Geschichtstradition.
In der Zeit der französischen Besatzung nach dem Zweiten Weltkrieg machten die Besatzungsbehörden den ehemaligen Zentrumspolitiker und Mitglied des preußischen Staatsrats Clemens Moser (1885–1956) zum Präsidenten von Hohenzollern. Auf Anforderungen der Franzosen erstellte er am 17. Juli 1945 eine „Denkschrift über den gesetzlichen und verwaltungmäßigen Aufbau von Hohenzollern mit einem Entwurf für die Reorganisation der Dienstbereiche des Regierungspräsidenten“. Darin schlug er vor, innerhalb eines „schwäbischen Verwaltungsgebietes“, das die südwestlichen Teile der französischen Zone umfasste, eine regionale Verwaltung zu schaffen, mit Sitz in Sigmaringen, das den „zentralen Teil des ganzen schwäbischen Gebiets, d. h. ganz Hohenzollern, ergänzt und abgerundet mit den früher dazugehörigen Teilen (Balingen etc.), umfassen würde.“ Der Plan wurde nicht verwirklicht. Hohenzollern bekam 1950 die Selbstverwaltungskörperschaft des Hohenzollerischen Landeskommunalverbandes und die Bevölkerung stimmte am 9. Dezember 1951 mit rund 90 % der Gründung des Südweststaats zu.

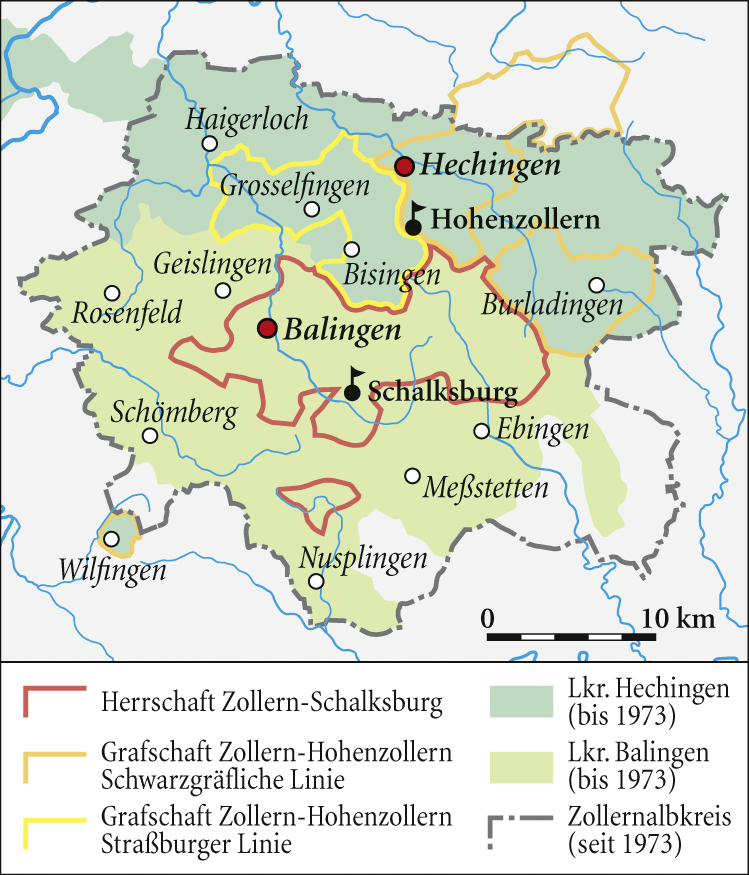
Die altzollerischen Besitzungen auf dem Gebiet des heutigen Zollernalbkreises

Die jüngste territoriale Veränderung, welche zollerische und württembergische Befindlichkeiten erregte, war die Kreisreform von 1973. Bei den Vorplanungen war klar geworden, dass an eine Eigenständigkeit des bisherigen Kreises Hechingen nicht zu denken war. Stattdessen war eine Zusammenfassung der Mittelbereiche Hechingen, Balingen und Ebingen geplant. Dies wollte der Hechinger Kreistag nicht akzeptieren, so dass im Entwurf des Kreisreformgesetzes vom 20. Januar 1971 der Bereich Hechingen dem Landkreis Tübingen zugeordnet wurde. Dem wiederum stellte sich eine Bürgeraktion Zollern-Alb-Kreis entgegen, wobei ganz bewusst auf die oben genannten Begriffe zurückgegriffen wurde. Die Mitglieder befürchteten, dass bei einer Zuordnung zu Tübingen der Sitz des Hechinger Landgerichts in Gefahr sei. Schwerer noch wog, dass die auf der Gemarkung Zimmern liegende Burg Hohenzollern zu Balingen kommen sollte. In einem Bürgerentscheid vom 4. April 1971 votierten 84,4 % der Hechinger Bürger für einen Anschluss an Balingen. Der vorangegangene Beschluss, den neuen Landkreis nicht wie bisher nach der Amtsstadt Balingen, sondern Zollernalbkreis zu nennen, kann dieses Votum auch gefördert haben.
Seit dem 1. Januar 1973 besteht der neue Landkreis, dessen Grenzen zwar nicht denen der ehemaligen Herrschaft Schalksburg entsprechen, aber doch eine signifikante Deckung darstellen. Die Erinnerung an die Herrschaft Schalksburg wird in Heimatbüchern, der Internetpräsenz des Landkreises, Gedenkfeiern und wissenschaftlichen Veröffentlichungen wachgehalten, bis hin zur Benennung des Restaurantbetriebes der Stadthalle Balingen zum Hirschgulden.
Bei der Gründung von Albstadt 1975 schlug die Landesarchivdirektion als Name für die neue Stadt Schalksburg vor.
Die Strecke Tübingen–Sigmaringen wird auch Zollernalbbahn genannt.

## Quellen

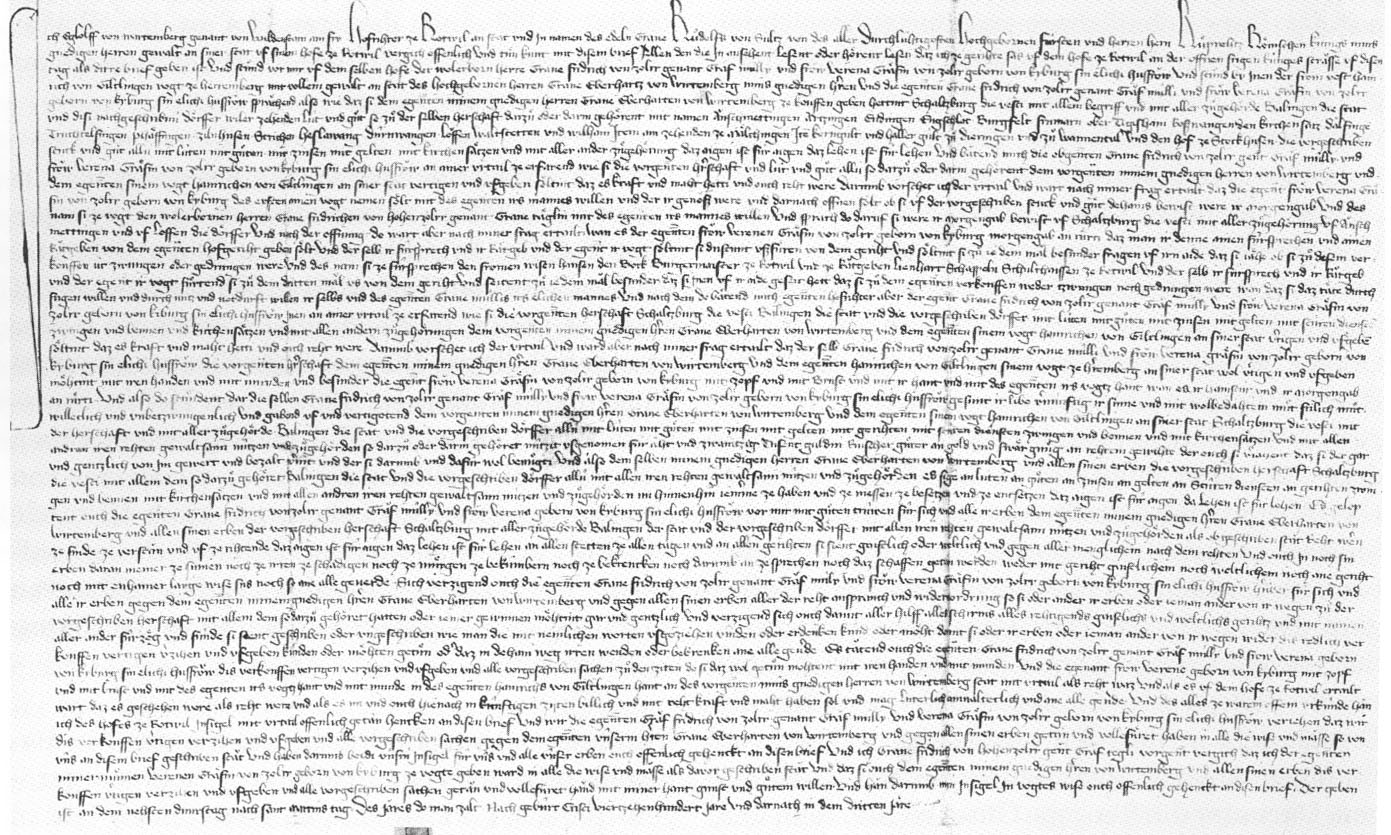
Notarielle Beglaubigung des Verkaufs der Herrschaft Schalksburg vor dem Hofgericht in Rottweil